# 近鉄大阪線
大阪線（おおさかせん）は、大阪府大阪市天王寺区の大阪上本町駅から三重県松阪市の伊勢中川駅までを結ぶ、近畿日本鉄道（近鉄）の鉄道路線である。
駅ナンバリング等で使われる路線記号はD。番号部分は、大阪上本町駅 - 真菅駅間は難波線からの通し番号（大阪難波駅を01とみなす）、大和八木駅 - 伊勢中川駅間は京都線・橿原線からの通し番号（京都駅を01とみなす）になっている。

## 概要
近鉄の基幹路線の一つとして、伊勢中川駅から名古屋線や山田線に直通して、大阪と名古屋および伊勢志摩方面を結ぶ多数の特急列車が運行されている。
特急以外の全ての一般列車は創業以来のターミナル駅である大阪上本町駅の地上ホームに発着する一方で、大阪 - 名古屋間を結ぶ名阪特急を中心に大半の特急列車は大阪上本町駅から地下線の難波線に直通して大阪難波駅（大阪市中央区）に発着している。さらに、大和八木駅 - 伊勢中川駅間では京都線・橿原線と直通して京都駅 - 伊勢志摩間を結ぶ特急列車も運行されている。
近鉄特急による長距離輸送のみならず、大阪府中河内・奈良県中和地域・三重県伊賀地域から大阪市内への通勤・通学路線としての役割も担っている。一方で、三重県の青山高原一帯は民家もほとんどなく、駅の利用者も非常に閑散としている。
営業距離の108.9kmは、JR・三セクを除く日本の私鉄の路線では東武伊勢崎線に次ぐ長さである（全線が複線以上の路線としてはJR・三セクを除く日本の私鉄では最長）。当路線のうち大阪上本町駅 - 布施駅間は複々線となっており、うち2線に奈良線が直通して方向別複々線を形成している。同区間は、近鉄の直系母体である大阪電気軌道（大軌）の創業路線であり、1914年（大正3年）の開業時は奈良線の一部であった。大阪府を起点とする関西大手私鉄の幹線・本線としては、奈良線とともに地下鉄御堂筋線との接続駅がないため、難波方面へは自社の難波線、梅田・天王寺方面へは地下鉄谷町線や途中の鶴橋駅で西日本旅客鉄道（JR西日本）大阪環状線への乗り換えが必要となる。
全線でPiTaPaおよびICOCA・Suica・TOICAなどのICカードが全国相互利用サービスにより利用できる。なお、自動改札機が設置されていない伊賀上津駅 - 川合高岡駅間の各駅には、専用のICカードリーダーを設置して対応している。また、以前は大阪上本町駅 - 青山町駅間でスルッとKANSAI対応カードおよびJスルーカードにも対応していた。

### 路線データ
- 路線距離（営業キロ）：108.9 km
- 軌間：1,435 mm
- 駅数：48駅（起終点駅含む）
- 複線区間：
  - 複々線：大阪上本町駅 - 布施駅間（4.1 km 奈良線列車との方向別複々線）
  - 複線：布施駅 - 伊勢中川駅間（104.8 km）
- 電化区間：全線電化（直流1,500 V）
  - 大阪上本町駅 - 布施駅間の複々線化前は、同区間は奈良線に合わせて直流600 V電化であり、そのため布施駅構内にデッドセクションが設けられていた。
- 閉塞方式：自動閉塞式
- 最急勾配：35.6 ‰（大和八木駅東方：高架と地平の境目[注釈 1]）
- 最高速度：130 km/h[1]

なお、新青山トンネル西坑口（大阪上本町起点84.048 km地点）を境に、大阪上本町側が大阪統括部、伊勢中川側が名古屋統括部の管轄。
実キロ数は107.6 kmで、榊原温泉口駅の大阪寄りに実キロ数を営業キロ数に合わせることを示すキロポスト（距離更正点）が建っている（大阪上本町駅を起点とする実キロ数93.738 kmの地点で、営業キロ数95.054 kmが設定されている。両者の差は新線経由と旧線経由の差である）。距離更正点が設置されている現在の東青山駅 - 榊原温泉口駅間の実キロは2.5 kmだが、運賃計算上では3.9 kmとして扱われており、同区間の運賃は180円（初乗り3kmまで）ではなく240円となっている。

## 沿線概況
桜井駅以西は大阪・奈良の府県境があるものの比較的平坦な区間で連続した急勾配は少ない。桜井駅から伊勢中川駅までは山越え区間になるが、開業当初から電化されており、曲線半径600m以下のカーブが生じないように設計されている（その他の区間には最小半径400mのカーブが存在）ため、最大33.3‰の連続急勾配も点在する。このため、強力なモーターを搭載する電車が高速で山越えをするダイナミックな走行が見られる。
なお、以下に示す記述はすべて大阪上本町→伊勢中川方向における沿線風景であり、逆方向については順序が逆になり、風景の見える方向が左右逆となる。

### 大阪上本町駅 - 河内国分駅間
近鉄百貨店上本町店に内包された7面6線を有するターミナル駅である大阪上本町駅を発車してほどなく、地下から高架へと上がる奈良線（難波線）の線路が並行し（書類上、近鉄奈良線の起点は布施駅であるが、運転系統にあわせここでは奈良線と記す。詳細は近鉄奈良線の項目を参照）、JR大阪環状線の下を通り鶴橋駅に到達する。この駅は2面4線の構造で、1番線と3番線を奈良線、2番線と4番線を大阪線が使用している。JRと近鉄の主要幹線同士の接続駅ということもあり、終日多くの利用客で混雑する。この駅で奈良線と大阪線の列車が相互に接続する。
鶴橋駅から先はしばらく方向別複々線の線路になり、大阪線と奈良線がそれぞれ異なる線路を走る。住宅街を高架で通り抜け今里駅に達する。今里を出てしばらくすると東大阪市に入り、奈良線の線路がさらに上へ上がり、布施駅となる。ここから奈良線と分かれ、線路は右にカーブする。次の俊徳道駅の高架下には2008年3月15日に開業したJRおおさか東線のJR俊徳道駅がある。
俊徳道駅を出てしばらく進むと高架区間は終わり、終日、近畿大学の学生などで賑わう長瀬駅に着く。そこから先は狭い住宅街を進み、2面4線の弥刀駅に達する。弥刀駅からすぐ河内国分寄りには引き込み線と折り返し設備があり、かつては近畿大学の学生を運ぶ弥刀駅折り返しの列車が使用していたが、現在も信貴線（後述）の車両入れ換えや回送列車の方向転換等に用いられることがある。弥刀駅を過ぎると再び高架に上がり、高々架の近畿自動車道と地上の大阪府道2号大阪中央環状線に差し掛かる手前で八尾市に入り、久宝寺口駅。そのまま高架を進んで近鉄八尾駅に達する。
近鉄八尾駅を出ると、左手にはアリオ八尾が見え、しばらく進むとメロディアンの本社および研究所が見える。線路が再び地上に下りると間もなく河内山本駅に着く。この駅からは信貴線が分岐しており、大阪などから信貴山朝護孫子寺への参拝の足となっている。ここを過ぎると線路は右へ大きくカーブし、高安駅に達する。ここには高安検車区・高安検修センターがあり、近鉄のいろいろな車両を見ることができる。その後高架に上がって国道170号（大阪外環状線）を乗り越え恩智駅、そこを出てすぐに線路は地上になる。東方向（進行方向左側）に生駒山系の山並みを眺めつつ線路は南へ延び、柏原市の住宅街に入って法善寺駅・堅下駅と進む。安堂駅のあたりからJR関西本線（大和路線）と国道25号が並走するが、大和川沿いの亀の瀬渓谷へ東進するこの2線を大阪線は立体交差で跨いで大和川を渡って南進し、河内国分駅に着く。

### 河内国分駅 - 大和八木駅間
大阪線にやや遅れて大和川を渡って来た国道25号が河内国分駅前で合流するも、すぐ北東へ進路を変えて亀の瀬渓谷へ向かう。一方、大阪線はゆるやかに左へカーブし、原川沿いの田尻峠を目指す。景色も次第に金剛山地の山々がせり出してくるようになり、西名阪自動車道の下を通ると大阪教育大前駅。この駅を過ぎてすぐの新玉手山トンネルを抜けてしばらく進んだ所に府県境となる田尻峠があり、大阪府から奈良県に入る。また、河内国分駅 - 大三駅間にかけては大阪と津を結ぶ国道165号とほぼ全区間で並走している。
関屋駅の先で勾配を登り切り、二上駅を過ぎて奈良盆地に踏み込むと、南側（右側）にフタコブラクダ状の稜線を持つ二上山が見えてくる。この辺りでは二上山寄りを走る南大阪線に最も接近する。線路は徐々に香芝市の中心部へと進み、香芝市役所の最寄駅近鉄下田駅に達する。ここを過ぎるとJR和歌山線を乗り越え、五位堂検修車庫・高安検車区五位堂車庫を右手に眺めつつ五位堂駅に達する。
住宅街を通り抜け大和高田市に入り、築山駅を過ぎて大和高田駅に達する。しばらく進むと田園地帯に入り、松塚駅を過ぎて曽我川を渡ると線路は橿原市に入る。このあたりから右手に大和三山の一つ畝傍山が見えてくる。橿原市の住宅街に入ると真菅駅。そこから線路はしばらく住宅街の中を進み、橿原線からの京伊特急用の短絡線が合流して、高架の大和八木駅に到着する。この駅には大阪だけでなく京都方面からも一部の特急が運転されており、同一ホームでの特急同士の連絡が時折見られる。またこの駅からは「高速道路を通らない日本一長いバス路線」である十津川経由新宮方面行きの奈良交通バスが発着している。

### 大和八木駅 - 名張駅間
大和八木駅を出て橿原の市街地を抜けると、左手に耳成山（大和三山）が、右手に天香具山（大和三山）が見える。特に耳成山は線路のすぐ近くにそびえており、周辺に目立った丘がないためとても美しく見える。耳成駅を過ぎると線路は桜井市に入り、住宅と畑、山林が調和したのどかな風景が続く。大福駅を通り過ぎると左手には三輪山が、右手にJR桜井線（万葉まほろば線）が見えてくる。大阪線の線路は高架へ上がりJR線もこちらに迫ってきて桜井駅に達する。
桜井駅を出るとJR桜井線（万葉まほろば線）が左に分かれていき、国道165号を乗り越えると、2面4線の大和朝倉駅。この付近から線路は、初瀬川の谷の山肌に沿って最大33.3‰の上り勾配が連続している。線路はやがて牡丹と紅葉の名所である長谷寺の最寄り駅、長谷寺駅を通る。長谷寺駅を過ぎると、室生・赤目の山々がせり出してくる。トンネルをくぐり約8kmに亘って続いた上り勾配が終わると、3面5線を有する宇陀市の中心駅、榛原駅に達する。
榛原駅を出るといよいよ山間部に入り、駅間の距離も長くなる。国道165号と並走しつつ室生口大野駅・三本松駅を通り、宇陀川を渡るとやがて奈良県から三重県へ入る。
線路は赤目四十八滝の最寄駅、赤目口駅に達し、山間から名張盆地へと移っていく。名張川を渡ると車両基地を構えた名張駅に到達。駅の売店には関西で売られている商品だけでなく、中日新聞・中日スポーツなど東海・中部地方でよく見られる商品が並ぶようになり、関西（近畿）地方と中部地方の境界的な様子を見せる。利用客もこの駅からは大阪方面ではなく津・四日市・名古屋方面に向かう通勤、通学客が現れてくる。

### 名張駅 - 伊勢中川駅間
名張駅を出てしばらくは名張の市街地を通り、桔梗が丘駅に至る。この駅を過ぎると線路は住宅街を出て田園地帯を走る。美旗駅を過ぎ、伊賀市に入ると伊賀神戸駅に着く。この駅から伊賀鉄道伊賀線が北に分かれており、伊賀市（旧上野市）の中心部、上野市駅へはここで乗り換えとなる。大阪線の線路は木津川を渡り、さらに山間部を進んで車庫を構える青山町駅に出る。
青山町駅から先、伊賀上津駅・西青山駅・東青山駅・榊原温泉口駅にかけてはほとんど人家がない完全な山（布引山地）の中を進むことになる。この辺りは近年鹿が多く出没しており、特に東青山駅周辺では2015年の1年間だけで過去最多となる17件もの鹿との衝突事故が発生している。またトンネルも多く、この間で全長5,652mの新青山トンネル、1,165mの垣内（かいと）トンネルを通る。新青山トンネルを通り抜けると線路は津市に入る。
榊原温泉口から先もしばらくは山間部、トンネルを進むが、大三駅を過ぎたあたりから山を抜け、田園地帯に入る。伊勢石橋駅を過ぎると徐々に住宅も多くなってくる。川合高岡駅まで来るとほぼ平地であり、完全に山を越えたことを実感させられる。この川合高岡駅の程近くにはJR名松線の一志駅がある。
線路はその後伊勢自動車道をくぐり松阪市に入って、左手方向に名古屋線への連絡線が分かれる。中村川を渡ると名古屋線の線路が迫り合流して、大阪線の終点伊勢中川駅に到着する。この駅は大阪線・名古屋線とも始終着駅ではあるが、線路自体はこの駅より山田線となって宇治山田・賢島方面に続いており、伊勢中川より大阪、名古屋方から直通運転する列車も多い。

## 運行形態

### 列車種別
大阪線では、特急・快速急行・急行・準急・区間準急・普通が運転されている。ここでは特急以外の各種別の詳細を示す。なお、特急は「近鉄特急」の項を参照のこと。また、複々線区間の大阪上本町駅 - 布施駅間を経由する奈良線の列車（奈良線直通列車）については「近鉄奈良線」を参照。
ラッシュ時の増結運転を考慮して特急停車駅・快速急行停車駅・大阪上本町駅 - 高安駅間の準急停車駅のホームは10両まで対応している。
大阪上本町駅から青山町駅を越えて伊勢中川発着や山田線及び鳥羽線に直通運転される快速急行・急行には原則トイレ付きの車両が充当されるが、ダイヤ乱れが起きた場合はトイレのない車両が運用に入ることがある。トイレ付き編成はそれぞれが限定運用となっており、車両運用の都合で準急以下の種別や青山町までの快速急行や急行にもトイレ付き車両が充当される列車がある。
特急以外の当線の各種別は、奈良線のそれらとは異なり難波線に乗り入れる定期運用が存在せず、ごく一部の団体臨時列車を除き、阪神電鉄との相互直通運転も実施していないため、難波線・阪神直通列車とは大阪上本町駅 - 布施駅間のいずれかの駅で乗り換える必要があるが、鶴橋駅を除いて対面乗り換えはできない。

#### 快速急行

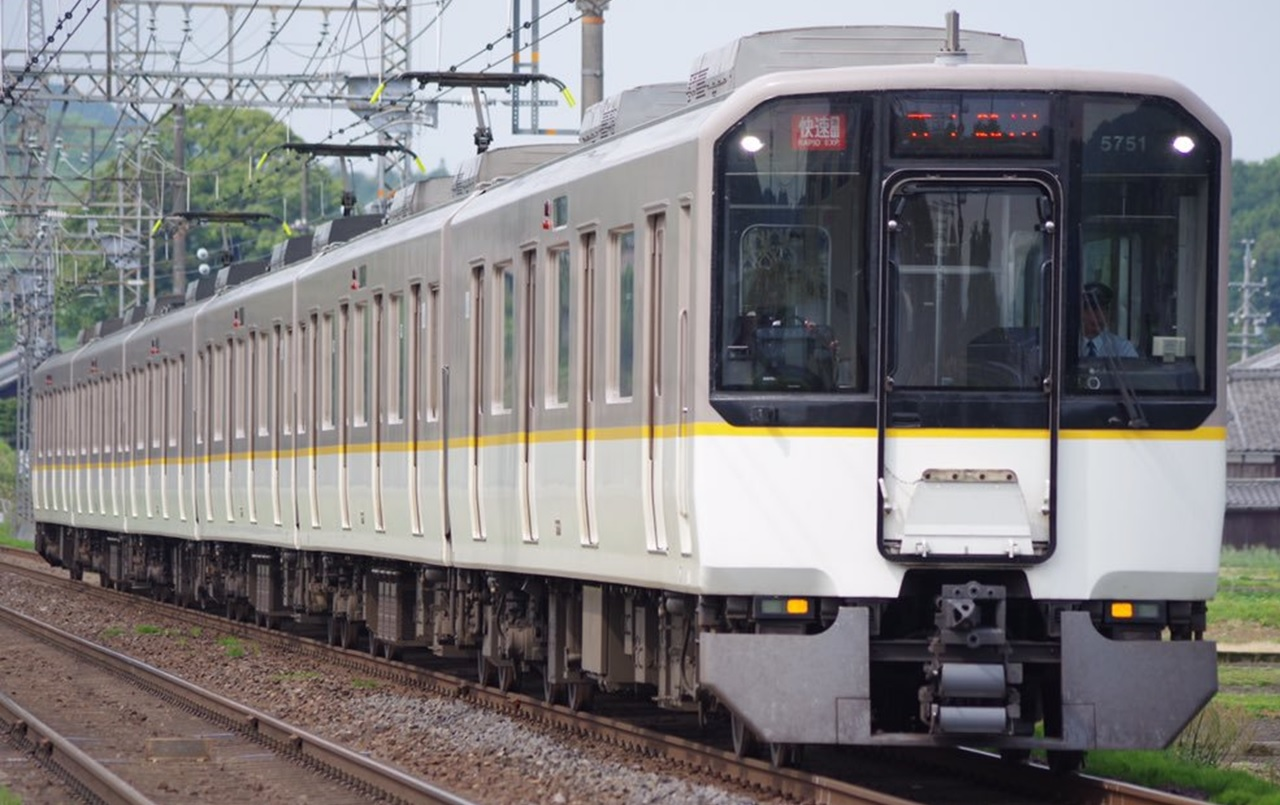
5820系による快速急行

昼間時以外に運転され、朝方は下りが平日に2本、土休日に1本ある以外は上りのみ、夕夜間は上りが土休日に1本ある以外は下りのみの運行である。上りは名張駅・青山町駅発大阪上本町行きが、下りは大阪上本町駅発名張・青山町駅・山田線松阪駅・宇治山田駅・鳥羽線五十鈴川駅（土休日のみ）・鳥羽行きが設定されている。大阪線内では布施駅を除いた阪伊乙特急の停車駅に加えて五位堂駅・桜井駅・室生口大野駅・赤目口駅・美旗駅・青山町駅に停車する。通勤時間帯の長距離速達種別という位置付けであるが、赤目口駅 - 青山町駅間を各駅に停車することで、同区間における普通列車としての役割も担う。
編成両数は6両編成を基本に、青山町駅以西は最大8両、以東は4両・6両編成で運転される。このため名張駅や青山町駅で車両増結・解放を行う列車がある。2024年のダイヤ変更前まで朝の上りを中心に最大10両編成で運行されていたが、2024年のダイヤ変更後は最大8両編成での運行となったほか、2021年のダイヤ変更後は青山町駅以西でも6両で運行する列車もある。
途中駅での他種別との連絡については、五位堂駅・大和八木駅・榛原駅または名張駅で準急以下の種別との接続、名張駅・青山町駅では伊勢中川駅発着の普通との接続を考慮して、下り列車（後述の急行も含む）の一部は名張駅で大阪難波駅発の名阪乙特急と緩急接続する一方で、上り列車は運転間隔が異なるために朝の一部を除けば名阪乙特急とはほとんど接続しない。
特急列車の待避は主に大和八木駅・榛原駅・名張駅で行われるが、青山町駅 - 大阪上本町駅間の列車については全区間先着となる列車もある。大阪上本町駅 - 伊勢中川駅間の最短所要時間は1時間41分である（表定速度65km/h、2016年3月19日時点）。
本数は少ないが鳥羽線内発着の列車も運転されている。五十鈴川駅発着の列車は、2012年3月19日以前は下りは臨時列車や延長運転を除いて運転されていなかったが（急行もほぼ同様）、2012年3月20日のダイヤ変更で休日下り最終の宇治山田駅行きを延長して五十鈴川駅行きが設定された。2014年9月21日のダイヤ変更で平日朝方と全日夜下りに五十鈴川駅発着列車が設定されたが、2018年3月17日のダイヤ変更で土休日下り1本のみとなった。2020年3月14日のダイヤ変更で鳥羽線内発着の大阪上本町行きがなくなり、山田線も含めて上りの快速急行は全て青山町駅以西のみとなる。なお、鳥羽線・山田線内発の上り列車は名張駅まで急行で、名張駅から快速急行に種別が変更されて運行される。
鳥羽駅発着の列車は、上りが2004年3月17日までは夕刻にも設定されていたが、運転区間の短縮で2012年3月20日のダイヤ変更で消滅。下りは休日夕方に残っていた1本が2016年3月19日のダイヤ変更で一旦消滅したが、2018年3月17日のダイヤ変更で平日も含めて鳥羽駅発着列車が再度設定された。
区間快速急行が運行されていたころは交互に運行していた。下り列車は夜20時台までの運行で、21時以降は代わって区間快速急行が運行されていた。
近年では急行への変更ないしは減便などで運転本数は年々減少しており、2013年3月17日のダイヤ変更で朝の下り列車が平日の8時台を除いてすべて急行に変更され、2016年3月19日のダイヤ変更で下り列車は18時台と19時台および20時台の1本、上り列車は朝5時台から7時台の一部および平日17時台の名張駅始発1本を除いた全列車が急行に格下げされ、2018年3月17日のダイヤ変更で平日朝2本と休日朝の伊勢方面始発および平日17時台の名張駅始発の快速急行も消滅したが、2021年7月3日のダイヤ変更で土休日に1本復活した。また、2016年3月18日までは大和八木駅止まりと山田線宇治山田駅発着列車が、2003年3月5日までと2012年3月20日から2013年3月16日までの間には伊勢中川駅始発の列車（近鉄名古屋駅 - 伊勢中川駅間を急行として運転し、伊勢中川駅で大阪上本町行き快速急行に種別変更したもの）も運転されていた。全線通し運転列車の所要時間は年々増加傾向にあり、運転時間帯も2003年3月6日のダイヤ変更以降は上り列車を中心に徐々に縮小傾向にある。2020年3月14日のダイヤ変更では大阪上本町駅に朝7時30分頃から8時50分頃に到着する列車が計6本設定されており、朝9時を過ぎて到着する列車は1本もない。
1978年3月18日までは本種別が急行として運転されていた（「過去にあった列車種別」を参照）が、1978年3月18日のダイヤ変更（布施駅3層化改造工事完成に伴う変更）で快速急行に変更された。停車駅は2001年3月22日のダイヤ変更で五位堂駅が、2003年3月6日のダイヤ変更で美旗駅が、2012年3月20日のダイヤ変更で区間快速急行と統合された上で室生口大野駅と赤目口駅がそれぞれ停車駅に追加されたが、一方で伊賀上津駅・西青山駅・東青山駅の3駅が通過となり青山町駅 - 榊原温泉口駅間は途中無停車となった。ただし、朝のラッシュ時に伊勢方面からの名張止まりの急行が名張駅で大阪上本町行き快速急行に種別変更して運転されており（即ち2012年3月19日まで運行されていた区間快速急行と同じ停車駅で運行）、これら快速急行が通過するようになった駅から大阪方面へ乗り換えなしに利用できる。
2016年3月19日から平日朝方の五十鈴川行き快速急行（2018年3月17日からは青山町行き快速急行に変更）が名張駅で切り離す車両数が4両から6両に変更され、名張駅から終点五十鈴川駅まで（2018年からは青山町駅まで）4両編成で運転していたが、2020年には、切り離す車両数が6両から4両に戻った。
2020年3月16日以降は、同年3月13日で運転を終了した鮮魚列車に代わり、平日朝に鮮魚運搬専用車両としてラッピング車両「伊勢志摩お魚図鑑」を連結した松阪発大阪上本町行き快速急行（名張駅まで急行）とその折り返しの大阪上本町発松阪行き快速急行が1往復運転されている。編成は、松阪駅発名張行き急行は最後尾車が「伊勢志摩お魚図鑑」の6両編成で、名張駅からは前に2両を連結して8両編成の大阪上本町行き快速急行として運転され、大阪上本町駅で折り返し松阪行き快速急行になり、名張駅までは8両で、名張駅からは後ろの2両を切り離して再び6両になり松阪駅まで運転される。なお、一部を除く駅のホームでは、放送や液晶ディスプレイで「伊勢志摩お魚図鑑」は業務用貸切車両であるため乗車禁止である旨の注意喚起をしている。土休日にも同ダイヤ変更以降、通常車両で朝に1本松阪行き快速急行が運行されているが、2025年のダイヤ変更では大阪上本町駅 - 名張駅間は急行に変更され、名張駅から松阪行き快速急行に種別を変更しての運行となり、土休日の下り大阪上本町駅 - 名張駅間は再び夕方のみの運行となった。

#### 急行

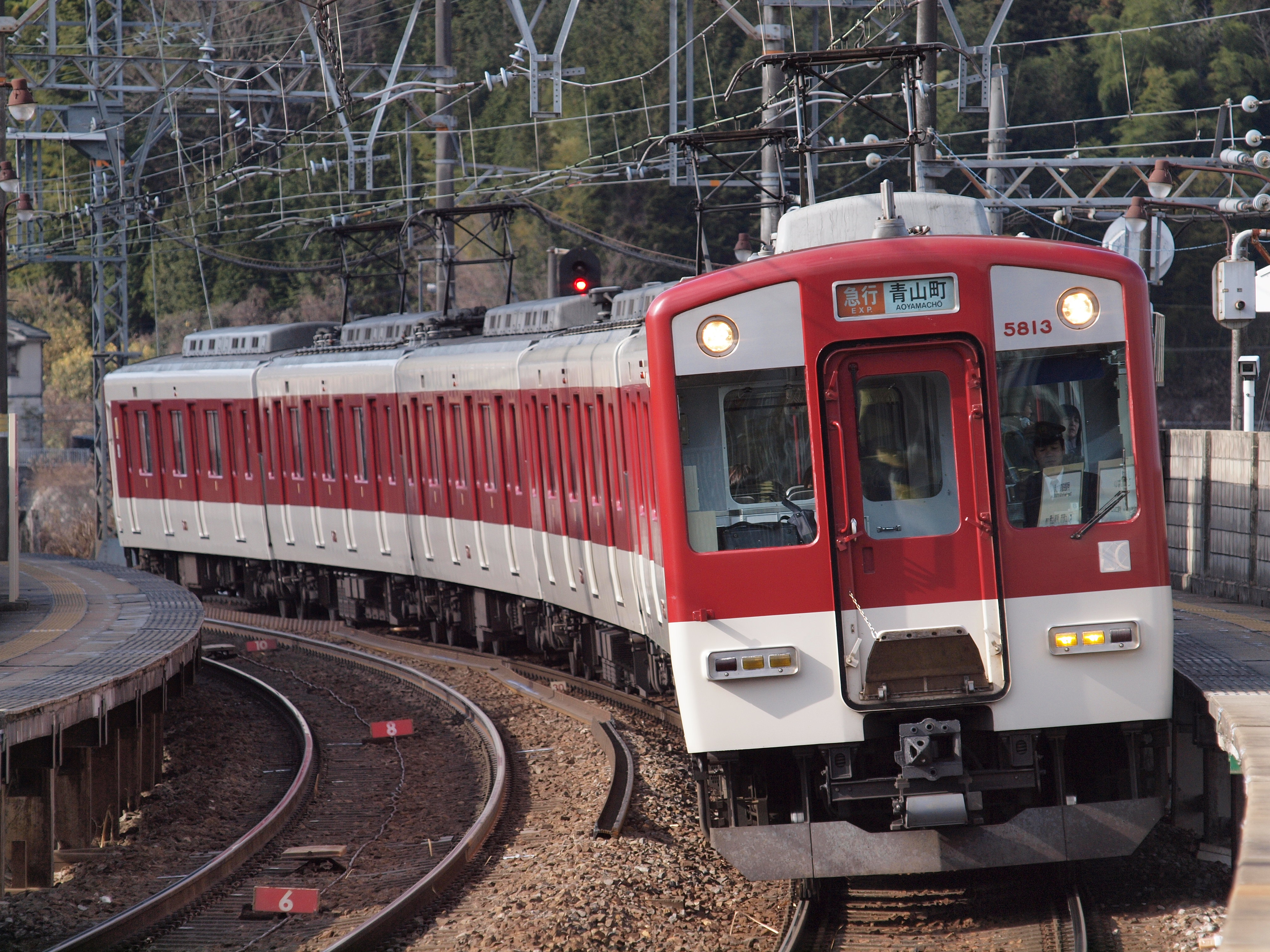
5800系による急行

終日運転されており、大阪上本町駅 - 名張駅・青山町駅・伊勢中川駅・鳥羽線五十鈴川駅間の運転が基本。昼間時は1時間に3本の運転で、名張駅・青山町駅と午前中は伊勢中川駅、午後以降は五十鈴川駅折り返しが各1本設定されている。快速急行の停車駅に加え布施駅・河内国分駅・大和朝倉駅・長谷寺駅・三本松駅・伊賀上津駅・西青山駅・東青山駅に停車する。河内国分駅・大和朝倉駅・長谷寺駅・三本松駅・伊賀上津駅・西青山駅のホームの有効長が6両編成分までであることに加えて（ドアカットは行わない）、乗降客が多いが緩急接続ができない布施駅（列車待避は可能）に停車するため、混雑が激しくなりやすい。従って、快速急行などが実施する8・10両運転を必要としない閑散時間帯の長距離速達種別という位置付けとなっており、準急・区間準急・普通の本数が激減する桜井駅 - 榊原温泉口駅間を各駅に停車することで、この区間における普通列車としての役割も担う。編成両数は4両・6両編成で、快速急行同様に名張駅で車両増結や切り離しを行う列車もある。
昼間時以外（快速急行運転時間帯）は大和八木駅・伊勢中川駅発着列車と五位堂駅・名張駅 - 伊勢中川駅・山田線直通の区間運転、平日朝ラッシュ以降と土休日全時間帯の伊勢方面始発列車はこの種別で運転されており、一部は山田線宇治山田駅・鳥羽線鳥羽駅始発となる大阪上本町行きのほかに、2018年3月16日までは名張駅始発の名古屋線近鉄名古屋行き（特急とは異なり伊勢中川駅でスイッチバック）が早朝に1本設定されていた。時刻表上では名古屋線直通は存在しないが、早朝に名古屋線内を伊勢中川行きの急行または普通として運転した列車が、伊勢中川駅到着後に伊勢中川駅始発大阪上本町行き急行として継続運転する列車が2本設定されていた。しかし、この2本も2020年3月14日のダイヤ変更で消滅した。このほか、青山町駅 - 名張駅間を普通として運転し、名張駅で大阪上本町行き急行に種別変更する列車や朝のラッシュ時に伊勢方面からの一部急行列車が名張行き急行として運転し、名張駅で大阪上本町行き快速急行に変更する列車もあるほか、早朝やラッシュ終わりの時間に五位堂駅で一部の普通列車が終着駅で急行に変更する列車もある。
途中駅における他種別との連絡は、大多数の列車が河内国分駅や五位堂駅、大和朝倉駅、一部の列車で大和八木駅で準急以下の種別と相互接続が行われており、名張駅・青山町駅折り返し列車は名張駅（一部時間帯は青山町駅）で伊勢中川駅発着の普通と阪伊乙特急の接続が考慮されている。そのうち、大阪上本町駅を毎時11分に発車する下りの青山町行きは一部時間帯を除き、名張駅にて名阪乙特急および京伊特急との接続が考慮されている。一方で、五十鈴川駅直通の上り列車については2016年3月19日ダイヤ変更で日中（9時台 - 平日16時台・休日14時台まで）における五十鈴川駅での発車時刻が約5分繰り上げられたために名張駅にて名阪乙特急との相互接続が可能となった反面、伊勢中川駅での名古屋線急行との連絡が悪くなり、2018年のダイヤ変更で大阪上本町駅や五十鈴川駅における急行の発車順序が入れ替えられた結果、上下列車ともに10分 - 15分程度の連絡待ち時間が生じており、夕刻以降の五十鈴川行きも伊勢中川駅で名古屋線急行と連絡しない列車が数本存在する （松阪駅以南発着の快速急行も同様） 。
特急列車との相互接続や待避は大和八木駅・榛原駅・名張駅を中心に、日中は待避可能駅の布施駅・河内国分駅・青山町駅・東青山駅で行い、夕方以降は五位堂駅・大和朝倉駅でも特急列車の待避が行われるが、青山町駅・名張駅発着の列車は始発から終点まで列車待避の無い列車もある。その回数は列車によって異なるが、伊勢中川駅以南に直通する列車を中心に2回行うことが多い。昼間時間帯の乙特急の当線内所要時間が最速で1時間21分（表定速度79km/h）であるのに対して、急行は停車時間を含めて昼間の最速列車で1時間48分（表定速度60km/h）、朝夕の列車は概ね1時間52分（表定速度58km/h）、最大で2時間（表定速度54km/h）かかり、25 - 40分程度の時間差・速度差がある。
2003年までは鳥羽・五十鈴川発列車が多く設定されていたが、2004年3月のダイヤ変更で大多数の列車が宇治山田駅折り返しに変更となった。また、2012年3月20日のダイヤ変更で青山町駅発着列車の約半数が名張駅発着に短縮されている。2014年9月21日のダイヤ変更で宇治山田駅折り返しが一部を除き五十鈴川駅折り返しに変更となった。2018年3月17日のダイヤ変更で青山町駅・五十鈴川駅発着列車の一部が伊勢中川駅発着に変更となった。
長年日中の大阪上本町駅発の急行は毎時15分発が五十鈴川駅、宇治山田駅行き、31分もしくは35分発が名張駅、青山町駅行、52分発が青山町駅行き急行だったが、2018年3月17日のダイヤ変更以降は毎時11分発が青山町駅行き、28分もしくは31分発が五十鈴川駅行き、52分発が名張駅行き急行に変更になった。2021年7月3日のダイヤ変更以降は毎時11分が青山町行き、28分発が伊勢中川または五十鈴川行き、51分発が名張行きである。
前述のように利用客の多い布施駅や河内国分駅に停車し、快速急行が通過して普通列車の本数が激減する三本松駅や伊賀上津駅・西青山駅・東青山駅に停車するため、快速急行の中でも6両編成以上の増結運転を必要としない列車を中心に順次急行に格下げしていることなどで運転時間帯は年々拡大しており、2013年3月17日のダイヤ変更で平日の夜間に上りの急行が増発、および朝の下り快速急行の大半と平日夜間の上り快速急行の一部が急行に変更されたことから、朝の6時台から平日は22時台まで、休日は19時台までの運転となった。また、2016年3月19日のダイヤ変更で早朝5時台の上り列車と17時台および20時台の1本を除く下り全列車、平日名張駅17時台発1本を除いた夕刻上りの全列車が急行に変更、2020年3月14日のダイヤ変更で大阪上本町駅に概ね朝7時半頃までに到着する快速急行が急行に置き換えられて増発（朝6時台後半から7時台前半に大阪上本町駅に到着する10両編成の快速急行3本を6両編成の急行5本に置き換えた。うち2本は五位堂駅まで普通列車として運転し、五位堂駅で急行に種別変更する）されたため、終日運転する形態となり、それ以降のダイヤ変更でも青山町駅・名張駅・榛原駅・大和朝倉駅（榛原駅と大和朝倉駅は平日のみ） - 五位堂駅間を普通列車として運転し、五位堂駅から急行に種別変更する列車が増加している。かつては大阪市中心部から奈良県・三重県主要駅への速達列車の役割であったが、2003年に河内国分駅停車となり大阪府内の速達列車の役割も担うようになった。また、大阪上本町駅20時台の宇治山田駅行きは終点の宇治山田駅で鳥羽駅ゆき普通列車に種別変更し、鳥羽駅で夜間滞泊する。
2020年のダイヤまでは急行運行時間帯は山田線および五十鈴川駅まで直通する電車がほぼ終日運行されていたが、2021年7月3日のダイヤ変更ではこれらの区間が短縮され、伊勢中川駅で折り返す急行が増発された。なお、大阪線内と宇治山田駅方面との連絡は伊勢中川駅で近鉄名古屋駅発着の急行に接続して対応している。
2024年3月16日のダイヤ変更では名古屋線・山田線の近鉄名古屋駅 - 松阪駅間で運行している急行に加えて、それまで土日祝日のみ名張駅までは6両、名張駅から2両を切り離して4両で、松阪駅までの急行として運転していたのを統一し、大阪線・山田線でも大阪上本町駅から終点の松阪駅まで切り離し無しで6両のまま直通するようになった。
現在の急行は1978年3月に設定された2代目である。これ以前の急行については「過去にあった列車種別」を参照。

#### 準急

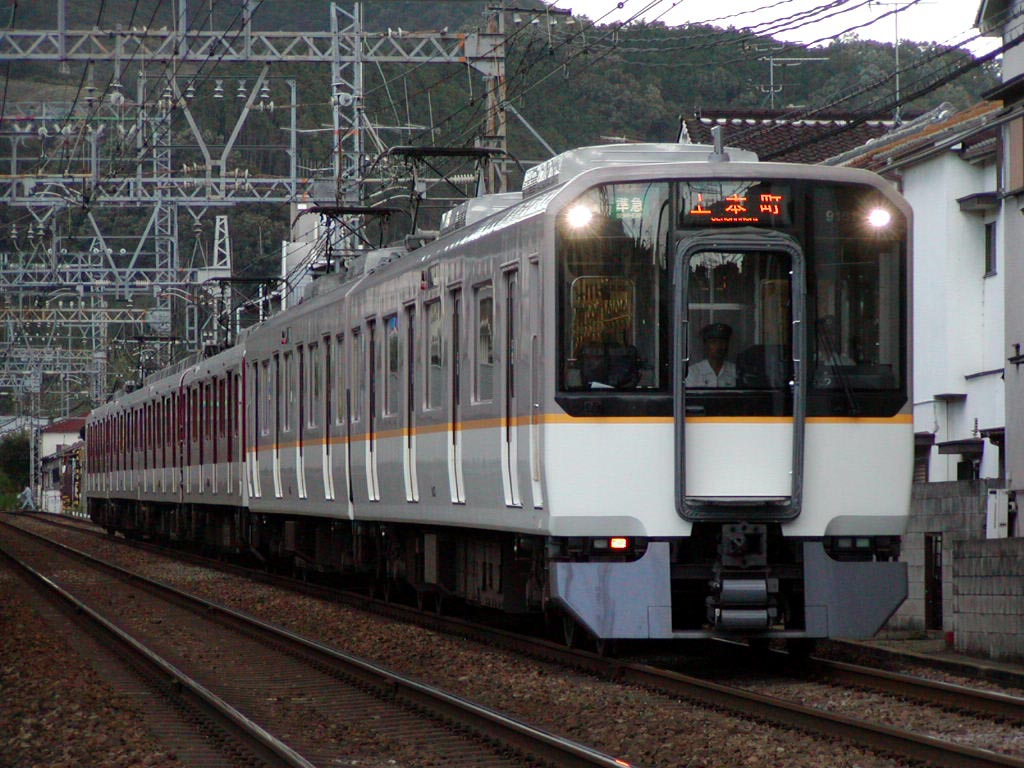
9020系による準急

昼間時以外に大阪上本町駅 - 大和朝倉駅・榛原駅・名張駅間での運転を基本とするほか、一部は大阪上本町駅 - 高安駅・五位堂駅を運転する列車もある。大阪上本町駅 - 河内国分駅間では急行の停車駅に加えて近鉄八尾駅・河内山本駅・高安駅に停車して大阪府内での短距離速達種別としての役割と、河内国分駅 - 名張駅間で各駅に停車することでその区間における普通列車としての役割を担う。全線通しで運転される列車はないものの、名張駅発着列車については、名張駅到着後に青山町駅発着の普通として継続運転する列車が数本設定されている（後述の区間準急、普通列車も同様）。大阪上本町駅 - 名張駅間の標準所要時間は1時間40分前後で、同一区間を運転する急行（概ね1時間10分前後）とは約30分弱の時間差があり、奈良線や名古屋線の準急と比較して急行との所要時間や停車駅数での格差が大きくなっている。
2012年3月20日のダイヤ変更からは朝・夕ラッシュ時以降の運行になった。それまで昼間時間帯にも準急が運行されていたが、このダイヤ変更で大多数が区間準急に置き換えられ、翌2013年のダイヤ変更では早朝の一部の準急が区間準急に変更され、2016年のダイヤ変更では朝・夕ラッシュ時の運行となり、大阪上本町駅発20時以降は区間準急での運行となった。また朝のラッシュの一部と土休日の夕方にも区間準急と交互で運行している。ただし午前上りの一部は準急で運行されている列車もあるほか、2021年のダイヤ変更から平日22時台に名張行き、土休日21時台に五位堂行き準急がそれぞれ運転されている。編成両数は大阪上本町駅 - 高安駅間では朝ラッシュ時は最大10両編成、夕ラッシュ時は最大8両編成で運行されており、高安駅以東では6両編成を基本として一部に4両編成の運転があるため、高安駅にて車両増結や切り離しを行っていたが、2020年のダイヤ変更で朝ラッシュ時の8両以上の準急および区間準急は全て高安行き準急となった。2020年のダイヤ変更後は朝の上り大阪上本町駅 - 高安駅間では一時6両に減車されたが、2024年のダイヤ変更では平日のみ一部8両で運行する列車が復活した一方で、前述のように快速急行が最大8両で運行されることになったことで、以下の普通も含めて最大8両での運用となった。
なお、1991年3月のダイヤ変更以前は3両編成を基本に朝ラッシュ時は高安駅以西で7両編成、夕ラッシュ時は高安駅以西で6両編成で運転されていた。
他種別との連絡については高安駅・河内国分駅で普通列車と、五位堂駅・大和八木駅・桜井駅・榛原駅または名張駅で快速急行（桜井駅は準急から快速急行への接続のみ）と、河内国分駅・五位堂駅・大和八木駅で急行と、大和八木駅・名張駅で乙特急と相互接続する。
1967年12月20日のダイヤ変更までは橿原線八木西口駅発着の準急が設定されていた。

#### 区間準急
2012年3月20日のダイヤ変更より昼間の時間帯の準急と高安駅 - 河内国分駅・榛原駅間の普通を置き換える形で新設された種別で、近鉄では2006年3月21日のダイヤ変更で新設された奈良線に続くものである。河内国分駅以西では準急の停車駅に加え、準急が通過する恩智駅・法善寺駅・堅下駅・安堂駅に停車し（すなわち近鉄八尾駅以東の各駅に停車）、昼間の大半の普通が高安駅発着に短縮されるとともに、大阪府下の中では利用客数の少ない恩智駅・法善寺駅・堅下駅・安堂駅の停車本数を維持しつつこの区間の実効運転本数を削減するなどの合理化を図っている。昼間時は大阪上本町駅 - 大和朝倉駅・五位堂駅間の運転が基本である。ラッシュ時の前後には一部が大和八木駅・名張駅発着で運転されており、河内国分駅を始発駅とする列車も設定されている。終電間際には大和八木行き区間準急も設定されていた。
他種別との連絡については、大多数の列車が高安駅で普通と、下りは河内国分駅、上りは五位堂駅、大和八木駅で乙特急と接続する。編成両数は一部が4両編成のほかは6両編成が基本であるが、大阪上本町駅 - 高安駅間では快速急行や準急の折り返しが区間準急となる場合は8・10両編成もあり、この場合は高安駅にて車両切り離しを行っていたが、前節で記したように2020年のダイヤ変更で8両以上の区間準急はすべて高安行き準急となり、切り離しはなくなった。
快速急行に対して急行がそうであるように、この種別もダイヤ変更毎に運転時間帯が増加しており、2012年の設定当時は日中時間帯のみの設定であったが、準急が高安駅以東では6両編成以下でしか運転できないことと、8両・10両編成での運転が大阪上本町駅 - 高安駅間のみであることもあり、2013年3月17日変更で早朝の一部上り列車が区間準急に変更され、2016年3月19日のダイヤ変更でラッシュ時の準急を置き換える形で朝ラッシュ時の一部と20時台以降にも運転されるようになった。2018年3月16日まで土休日の昼間時の運転は平日と同様に大阪上本町駅 - 榛原駅間の運転が基本であったが、2018年3月17日のダイヤ変更から大阪上本町駅 - 五位堂駅・大和朝倉駅・榛原駅間での運転が基本となった。2021年のダイヤ変更では後節の普通も加えて大阪上本町駅 - 五位堂駅・大和朝倉駅間の運行となり、日中の榛原行きが消滅した。
英文表記は Suburban Semi-Express（方向幕などの表記は「 SUB.SEMI-EXP 」）である。

#### 普通
各駅に停車する列車で、全線を通しで運転する列車はなく、系統上は基本的に名張駅を境に分割されている。
大阪側では大阪上本町駅 - 高安駅・河内国分駅・五位堂駅・大和朝倉駅間の運転が基本で、ラッシュ時の前後時間帯や早朝・夜間の一部に大和八木駅・名張駅発着および榛原行きが設定されており、本数は少ないものの早朝に五位堂駅 - 大和八木駅間、深夜に高安駅 - 大和朝倉駅・名張駅間や大和朝倉駅・大和八木駅 - 五位堂駅間にて前記の発着駅で区間運転が実施される列車や、五位堂駅・大和八木駅・名張駅で種別または行先変更を行って継続運転される列車もある。朝夕ラッシュ時は大阪市内方面から長瀬駅を最寄りとする近畿大学方面への通学需要があるため、優等列車とは逆方向に向かう列車に激しい混雑が発生するため、朝ラッシュ時は下り列車、夕ラッシュ時は上り列車の方がそれぞれ運転本数が多く設定されている。
昼間時の大阪上本町駅発着は平日・土休日とも1時間に5本の運転で、内訳は高安駅折り返しが4本、残りの1本は大和朝倉駅折り返しである。運転間隔は約6分 - 16分とバラつきがあるが、これは2003年3月5日以前は1時間あたり上本町駅 - 高安駅間が6本、高安駅 - 河内国分駅間4本であったものが、減便の影響で運転間隔が大きく開く時間帯が生じることとなったためである。また、高安駅 - 五位堂駅の途中駅には2012年3月のダイヤ変更以降も従来同様1時間に4本（普通4本を区間準急3本・普通1本に変更）が停車するが、ほぼ20分おきに等間隔で運転される区間準急の間に普通を毎時1本挿入する形で運行しているため大阪上本町駅 - 高安駅間同様に運転間隔は一定しておらず、下りの場合で約8 - 23分（上りは約12 - 20分で下りよりもばらつきが小さい）となっている。
三重県内では名張駅・東青山駅 - 伊勢中川駅間での運転が基本で、昼間時は名張駅 - 青山町駅間と東青山駅 - 伊勢中川駅間の列車が1時間に1本ずつ、朝夕は名張駅と青山町駅・東青山駅発着列車が約30 - 40分間隔で運転されている。原則として他線区との直通運転は行われないが、早朝の上りと深夜の下り各1本のみ入出庫の関係で名張行き・明星行きが山田線明星駅発着で運転される。名張駅・青山町駅・東青山駅 - 伊勢中川駅間の大半の列車が伊勢中川駅にて名古屋線列車との接続が考慮されており、名張駅では名張駅発着（一部は前後に走る青山町駅発着）の急行に接続している。2012年3月20日のダイヤ変更で快速急行が青山町駅 - 榊原温泉口駅間でも通過運転を行うために同列車が運転される時間帯を中心に東青山駅折り返し列車の一部が青山町駅まで延長された。このほか、明星駅発着列車とほぼ同様の理由で名張駅 - 青山町駅間の区間運転のものも設定されており、これは名張駅で快速急行や準急などに種別変更もしくは行先変更して継続運転する列車が多い。
編成両数は大阪上本町駅発着列車では6両編成を基本に一部は4両編成で運転されている。なお、伊勢中川駅発着の列車は大三駅・伊勢石橋駅・川合高岡駅のホーム長が2両分しかないため全列車が2両編成で運転されている。また、名張駅 - 青山町駅間の普通は2両 - 6両編成の列車が混在しているが、平日夜の青山町駅行き快速急行からの折り返し名張駅行き2本については8両編成で、深夜の青山町駅行き1本については翌朝の快速急行の送り込みの関係で10両編成でそれぞれ運転されていたが、2024年のダイヤ変更後は前述の準急同様、快速急行の減車に伴い、10両から8両編成へ変更された。名張駅 - 青山町駅間の列車は日中の乙特急が停車しない桔梗が丘駅の速達性確保や伊賀線（現在の伊賀鉄道）の西名張駅 - 伊賀神戸駅間廃止の補償という側面もあったが、日中の急行の運転本数が1時間2本から3本に増便されてからは大幅に縮小されている。2両編成の列車でもワンマン運転は行っていない。
1956年に大阪上本町駅 - 布施駅間が複々線化されるまでは、大阪線の全列車が今里駅を通過していた。1966年までは弥刀駅発着の列車も設定されていたが、現在は高安駅発着に統合されている。2003年ダイヤ変更以前の普通列車は河内国分駅 - 名張駅間では早朝・深夜しか運転されておらず、ほとんどの時間帯で急行（榛原駅 - 名張駅間）・準急列車がその代わりを果たしていた。同年3月のダイヤ変更で日中にも榛原駅発着の列車が設定されたが、2012年3月のダイヤ変更で再び河内国分駅・高安駅発着に短縮された。2018年3月のダイヤ変更で河内国分駅発着列車が五位堂駅発着に延長されたほか、大和朝倉駅発着が新たに設定された。それまでの五位堂駅発着は朝のラッシュ後（下りのみ）と深夜帯の一部のみの運行だったが、2020年のダイヤ変更で下りの五位堂行きの多くは区間準急として運行されるようになり、一部は普通列車として運転が行われている。上りは前述のように早朝を中心に一部が名張駅、大和朝倉駅発として運行されているのに加えて、2021年のダイヤ変更で青山町駅発で名張駅から行先を変更せずに直通する列車が運行されるようになった。榛原駅からも前述の駅同様の運用が行わているが、一部は五位堂駅到着後に一度引き上げる列車も存在する。2004年3月に山田線伊勢中川駅 - 宮町駅間がワンマン化されるまでは名張駅・東青山駅 - 明星駅・宇治山田駅間の普通列車が少数設定されており、これらの下り列車は最初から宇治山田行きであるのに対し、上り列車は伊勢中川行きとして運転され、伊勢中川駅到着後改めて東青山または名張行きとして運転されていた。また、名張駅 - 伊勢中川駅間の普通列車は1989年に増発されたもので、1976年 - 1989年は青山町駅 - 東青山駅間にも昼間時は普通列車が運転されていなかった。
大阪側では同種別の自動放送などは各駅停車と放送されるが、名古屋統括部の管内の駅の自動放送では普通電車と放送されている。一方で車内放送は東青山行きの場合は普通電車と放送されるが、大阪統括部管内と名古屋統括部内の駅を跨ぐ普通電車については各駅停車と放送されている。

### 臨時列車・臨時停車
大阪線では大学受験や行楽シーズンなどで臨時列車や定期列車の延長運転が行われたり、臨時停車を実施している。停車駅の半数以上が6両まで対応ホームの駅であるために6両編成の運転が多い。
試験関係
- 近畿大学や大阪教育大学で入学試験や資格試験などが実施される場合は、近畿大学最寄りの長瀬駅に急行・準急・区間準急が、大阪教育大学最寄りの大阪教育大前駅に急行が一部臨時停車する。

レジャー関係
- 2018年3月17日のダイヤ変更により急行の定期列車は全て長谷寺駅に停車するようになったが、それ以前の春の行楽シーズンには、ボタンで有名な長谷寺に訪れる旅客の利便性を高めるため、長谷寺駅に日中の急行が臨時停車していた。また、秋の紅葉の時期にも急行が臨時停車した。かつては、快速急行や区間快速の臨時停車も行われていたが、近年では急行のみの臨時停車となっていた。
- 2009年2月11日には、毎日放送主催の「毎日カルチャースペシャル ラジオウォーク」が藤原京周辺で開催されるのを受けて、参加者の便宜を図るため臨時列車が3本運転された。臨時列車は大阪上本町発名張行き区間快速1本と大阪上本町駅 - 名張駅間で臨時急行1往復が運転された。名張行き区間快速は2000年3月のダイヤ変更で青山町駅まで運転区間を延長する形で消滅したため、約9年ぶりの運転であった。
- 2012年11月18日には朝日・五私鉄リレーウォーク 第5回 世界遺産 紀伊山地の霊場と参詣道in「吉野山」開催に伴い、大阪上本町発橿原神宮前行きの臨時快速急行が運転された。

イベント関係
- 五位堂駅隣接の五位堂検修車庫で毎年11月前後に開催されている「きんてつ鉄道まつり」が2012年以降は高安駅隣接の高安検修センターでも開催され、来場者の利便性を高めるためにイベント開催時間帯の一部の定期急行列車が高安駅に臨時停車する。
- 2017年10月28日に開催された「きんてつ鉄道まつり2017」では、通常運行しない大阪難波発高安行きの直通普通列車が運行された。この列車には5200系が充当された。
- 2019年から2023年は高安検修センターでのきんてつ鉄道まつりが行われなかったため、臨時停車は行われなかったが、2024年から再開され、臨時停車が行われるようになった。
- 秋に柏原市民総合フェスティバルが開催による来場者の利便性を高めるため最寄り駅となる安堂駅に一部の準急列車が臨時停車するほか、高安駅  - 河内国分駅間にて臨時の普通列車を運行することがある。また2024年には「おおさかワインフェス 2024 in 柏原」開催に伴い、一部の急行が臨時停車した。

開業記念関係
- 2010年12月12日には信貴線と西信貴鋼索線が開業80周年を迎えるのを記念して、信貴線直通の大阪上本町発信貴山口行きの臨時列車が運転され、大阪上本町発信貴山口行き準急として運転した。信貴山口行き1本のみの運転で、「準急・信貴山口」の方向幕が無いため両先頭車正面に大型方向板、助士席側に信貴線・西信貴鋼索線開業80周年のヘッドマークが掲出された。信貴線内全駅のホーム有効長が最大2両編成と編成に制約があるため、途中駅での増解結は行われず全区間2両編成で運転された。信貴線の大阪線からの直通列車は1967年に廃止されて以来、43年ぶりの運転であった。同様に2018年12月15日には信貴線・西信貴鋼索線開業88周年および、八尾市市制70周年記念で8年ぶりに大阪上本町発信貴山口行きの臨時準急が運行された。
- 2022年には寅年であることにちなんで、信貴山朝護孫子寺への利便性を図るため1月1日 - 1月3日と1月8日 - 10日にかけて大阪上本町発信貴山口行きの臨時準急が1日3本運行された。

花火大会関係
- 2008年以降の8月には奈良県宇陀市で開催される宇陀市はいばら花火大会への観客の便宜を図るため、大会終了時刻に合わせ、榛原発五位堂行き普通列車を1、2本運転している。

伊勢神宮関係
- 正月三が日には、伊勢神宮を参拝する旅客の便宜を図るため、臨時の特急や快速急行が運転されるほか、2002年までと2011年は日中の一部の宇治山田駅発着の定期急行を五十鈴川駅発着に変更するなどの措置が取られていた。また2009年11月3日に伊勢神宮内宮の宇治橋渡始式が執り行われた際は、大阪上本町発宇治山田行き快速急行の運転区間を延長する形で、五十鈴川行き快速急行も運転された。なお2020年のダイヤ変更以降、上りの快速急行は青山町駅より以西のみとなったが、正月三が日の期間は土休日の夕方に1本設定されている名張駅始発の快速急行が五十鈴川駅始発として延長運転される形で直通運行され、上りも快速急行が伊勢中川駅、榊原温泉口駅に停車する。下りも同年のダイヤ変更以降、朝に五十鈴川行き快速急行が増発されるほか、急行列車でも2024年度から大阪上本町発松阪行き急行が五十鈴川まで延長運転された。2021年から2024年までは朝に松阪行き快速急行が宇治山田行き快速急行として延長運転していた。

### 過去にあった列車種別

#### 高速
1982年 - 1987年に、年末年始・ゴールデンウィーク・お盆などの時期に大阪上本町駅から鳥羽駅まで臨時列車として「高速 伊勢志摩号」が運行されていたことがある（設定当初の種別名は直通急行）。途中、鶴橋駅・大和八木駅・東青山駅（年始時期は通過）・伊勢市駅・宇治山田駅・五十鈴川駅に停車し、停車駅数は乙特急より少なく京都直通の準ノンストップ特急なみの停車駅数となっていたが、本来は修学旅行用臨時列車として設定されていたダイヤを転用したことに加え、2610系などの一般車両（20100系「あおぞら」号車両を含む）を使用していたため車両性能の関係上所要時間は乙特急より10分程度遅かった。その後は停車駅は同じで、臨時「快速急行」という種別で運転されていたが、1990年代前半に消滅した。

#### 急行（旧）
現在の快速急行は、1978年3月15日以前は急行として運転されていた。
1946年3月15日より運転を開始。1960年頃における上本町駅 - 宇治山田駅・近畿日本名古屋駅（現・近鉄名古屋駅）間急行の大阪線内は、鶴橋駅・大和八木駅・名張駅・伊賀神戸駅・佐田駅（日中の一部列車のみ、現・榊原温泉口駅）にのみ停車し、2016年現在の阪伊乙特急より少ないものであった。当時の急行は大阪から伊勢志摩方面への観光輸送や、奈良・三重両県内主要都市への都市間連絡輸送といった長距離輸送の比重も大きかった。
その後、停車駅は以下のように変遷した。
- 1961年9月21日：佐田駅が全列車停車となる[16]。
- 1967年12月20日：大和高田駅・桜井駅・榛原駅が停車駅となる。
- 1970年3月21日：桔梗が丘駅が停車駅となる。
- 1976年3月18日：名阪直通急行を廃止[注釈 9]。伊賀神戸駅 - 榊原温泉口駅間が各駅停車となる[注釈 10]。同時に青山町駅 - 東青山駅間からは、昼間時間帯の普通列車の運転が廃止となる[注釈 11]。

1978年3月18日ダイヤ変更で、朝夕の列車は快速急行に改称され、昼間は布施駅に停車するとともに榛原駅 - 伊賀神戸駅間も各駅停車となる別の列車となり、現在の急行となった。

#### 通勤急行
1960年頃、上記の急行とは別に、朝夕に運転された榛原駅・名張駅・伊賀神戸駅・松阪駅発着の急行は、大和高田駅・桜井駅・榛原駅にも停車していた。1961年3月頃までに、この列車を分離することにより、上本町駅 - 松阪駅間の列車として「通勤急行」が設定された。
その後、1962年6月15日変更で、佐田駅が停車駅に追加された。1964年10月1日変更で、停車駅追加のうえ後述の「区間急行（2代）」に改称された。

#### 区間急行（初代）
1961年9月21日ダイヤ変更で、通勤急行と準急の中間の性格を持つ種別として、通勤時間帯の上本町駅 - 名張駅間に区間急行が設定された。停車駅は鶴橋駅・布施駅・近畿日本八尾駅・河内山本駅・高安駅・河内国分駅・近畿日本下田駅・大和高田駅・大和八木駅・桜井駅・長谷寺駅・榛原駅・室生口大野駅・赤目口駅であった。
1964年10月1日変更で廃止され、後節の「区間急行（2代）」に格上げ、または準急に格下げされた。

#### 区間急行（2代）
前述の「通勤急行」を日中にも毎時1本運行するにあたり、1964年10月1日変更で改称のうえ、桔梗が丘駅（同日開業）と美旗駅を停車駅に追加して設定された。その後、以下のように変遷した。
- 1970年3月21日：室生口大野駅・赤目口駅・青山町駅を停車駅に追加するとともに、運転区間を上本町駅 - 青山町駅間とする。ただし日中の上本町発は名張駅までに短縮する。上本町駅 - 松阪駅間の区間急行については、美旗駅通過のうえ、急行に変更。
- 1976年3月18日：上本町駅 - 松阪駅間の急行が再び区間急行に変更され、運転区間を上本町駅 - 松阪駅間（平日の朝1本のみ名張駅発宇治山田駅行を運行[20]）とする。青山町駅 - 榊原温泉口駅間の各駅に停車し、既に各駅停車である区間と合わせて赤目口駅 - 榊原温泉口駅間各駅停車となる。

1978年3月18日のダイヤ変更で、朝夕の列車は「区間快速急行」（後節参照）に改称され、昼間は布施駅・三本松駅に停車し、現在の急行となった。なお、この時まで準急が1時間に1本名張駅まで運転されており、準急が三本松駅に停車していた。

#### 区間快速急行
区間快速急行は略して「区間快速」とも呼ばれた。駅構内の自動放送においては、青山町駅以西では「区間快速」と略されて呼称されたが、榊原温泉口駅以東では正式名称である「区間快速急行」の呼称が用いられていた。
昼間時以外に大阪上本町駅 - 大和八木駅・名張駅・青山町駅・伊勢中川駅・山田線松阪駅間で運転されていた。大半は大阪上本町駅 - 青山町駅間の運転で、大和八木行きは下り最終のみ、名張駅および伊勢中川駅は上り列車のみの運転された。快速急行と交互に運行され、下りは夜21時以降はすべて区間快速急行として運行されていた。快速急行の区間運転版ともいうべき扱いで、快速急行（2012年ダイヤ変更以前）の停車駅に加え室生口大野駅と赤目口駅にも停車し、（現行の）急行と違い三本松駅を通過していた。快速急行と同様に通勤時間帯の長距離優等種別としての役割を担い、赤目口駅 - 榊原温泉口駅間は各駅に停車することで、同区間における普通列車としての役割も担っていた。深夜には大阪上本町発大和八木行きの区間快速急行も存在した。この列車の運転区間の停車駅は快速急行と同一であるが、区間快速急行として運転されていた。編成両数は青山町駅以西最大10両、以東4両・6両編成。
越年終夜運転の際は、青山町駅・松阪駅発着の列車を延長する形で山田線宇治山田駅、鳥羽線五十鈴川駅まで延長された。名張駅以東の停車駅は快速急行・急行と同一。特急の待避は主に榛原駅か名張駅で行われていたが、大阪上本町駅 - 青山町駅間では無待避の列車もあった。一部は大和八木駅や東青山駅でも特急の待避をしていた。
全国の鉄道事業者をみてもこの列車種別は近鉄のみの存在であった。英文表記は Suburban Rapid Express（方向幕などでは SUB.RAPID EXP ）。
2012年3月20日のダイヤ変更で前述の快速急行と統合され名称上は消滅した。ただし大阪上本町駅 - 青山町駅間に限れば停車駅は区間快速急行のものがそのまま引き継がれている。また、朝上りに運転される、鳥羽駅・五十鈴川駅・松阪駅始発で名張駅で快速急行に種別変更して大阪上本町駅まで運転される名張行き急行、休日夜1本の名張駅で急行に種別変更して伊勢中川駅まで運転される名張行快速急行も、実質的に当時の区間快速急行と同じ運行形態となっている。
廃止直前の停車駅
大阪上本町駅 - 鶴橋駅 - 五位堂駅 - 大和高田駅 - 大和八木駅 - 桜井駅 - 榛原駅 - 室生口大野駅 -  赤目口駅 -  名張駅 - 桔梗が丘駅 - 美旗駅 - 伊賀神戸駅 - 青山町駅 - 伊賀上津駅 - 西青山駅 - 東青山駅 - 榊原温泉口駅 -  伊勢中川駅 - 松阪駅

### 運転本数とダイヤ
主として特急以外のダイヤについて言及する。

#### 朝ラッシュ時間帯（上り）
約10 - 15分間隔で、基本は快速急行1本、準急1本、普通1本のダイヤとなっているが、平日は五位堂駅 - 大阪上本町駅間にかけて一部急行も運転されるほか、これにときおり特急列車が加わりダイヤはランダムとなっている。最ラッシュ時前後の時間帯は快速急行ではなく急行の、準急ではなく区間準急での運転となり、さらに準急系統においては最ラッシュ時間帯にも区間準急が加わり、高安駅以西の輸送力を確保するダイヤとなっている。下りは主に急行のほか準急と区間準急が交互と普通が運転される。

#### 昼間時間帯
特急以外の種別の昼間時（10 - 15時台）の運転本数はおおむね以下のようになる。
急行が1時間に3本（五十鈴川駅もしくは伊勢中川駅折り返し1本、青山町駅折り返し1本、名張駅折り返し1本）、区間準急が1時間に3本（大和朝倉駅折り返し2本、五位堂駅折り返し1本）、普通が高安駅折り返しが4本、大和朝倉駅折り返しが1本である。ただし五位堂行き区間準急は大阪上本町行き普通として、大和朝倉行き普通は大阪上本町行き区間準急として折り返す。さらに名張駅 - 青山町間と東青山駅 - 伊勢中川駅間の普通が1時間に1本ずつ設定されている。
下りの急行の大半と区間準急は河内国分駅で、上り急行と区間準急以下は五位堂駅で接続する。急行は布施駅（下り）、河内国分駅上下1本、大和八木駅（下り）、榛原駅（上り）、東青山駅（上り）で特急を待避し、名張駅で特急と接続する。区間準急は名阪乙特急・阪伊乙特急と大和八木駅で接続する。
| 駅名 ＼ 種別 | 駅名 ＼ 種別 | 大阪上本町 | …   | 高安 | 高安 | …   | 河内国分 | 五位堂 | 五位堂 | …    | 桜井 | 大和朝倉 | 大和朝倉 | …   | 名張 | 名張 | …   | 青山町 | 青山町 | …   | 東青山 | 東青山 | 榊原温泉口 | …   | 伊勢中川 | 伊勢中川 | 山田線直通 |  |
| ------------ | ------------ | ---------- | --- | ---- | ---- | --- | -------- | ------ | ------ | ---- | ---- | -------- | -------- | --- | ---- | ---- | --- | ------ | ------ | --- | ------ | ------ | ---------- | --- | -------- | -------- | ---------- |  |
| 運行本数     | 急行         | 3本        | 3本 | 3本  | 3本  | 3本 | 3本      | 3本    | 3本    | 3本  | 3本  | 3本      | 3本      | 3本 | 3本  | 2本  | 2本 | 2本    | 1本    | 1本 | 1本    | 1本    | 1本        | 1本 | 1本      | 0 - 1本  | 0 - 1本    |  |
| 運行本数     | 区間準急     | 2本        | 2本 | 2本  | 2本  | 2本 | 2本      | 2本    | 2本    | 2本  | 2本  | 2本      |          |     |      |      |     |        |        |     |        |        |            |     |          |          |            |  |
| 運行本数     | 区間準急     | 1本        | 1本 | 1本  | 1本  | 1本 | 1本      | 1本    | ←1本   | ←1本 | ←1本 | ←1本     |          |     |      |      |     |        |        |     |        |        |            |     |          |          |            |  |
| 運行本数     | 普通         | 1本        | 1本 | 1本  | 1本  | 1本 | 1本      | 1本    | 1本→   | 1本→ | 1本→ | 1本→     |          |     |      | 1本  | 1本 | 1本    |        |     |        |        |            |     |          |          |            |  |
| 運行本数     | 普通         | 4本        | 4本 | 4本  |      |     |          |        |        |      |      |          |          |     |      |      |     |        |        |     | 1本    | 1本    | 1本        | 1本 | 1本      |          |            |  |

昼間時の大阪上本町駅 - 青山町駅間の各駅は1時間あたり最低3本以上の停車本数が、青山町駅 - 伊勢中川駅間の各駅は1時間あたり最低1本以上の停車本数が確保されている。

#### 夕ラッシュ時間帯以降
夕ラッシュ時間帯の下りダイヤは、快速急行が1時間に4本、準急が1時間に4本、普通が1時間に5 - 6本となっている。各種別との接続は高安駅で準急と普通電車が連絡し、五位堂駅で快速急行と準急と連絡をする。快速急行は大和八木駅で特急と接続をし、一部の準急とも接続を行う。夜間時間帯は、1時間に急行が4本、準急または区間準急が4本、普通が3 - 5本となっている。普通電車は高安駅（一部河内国分駅または大和朝倉駅）行きとなり、高安駅で準急または区間準急と接続を行う。準急・区間準急は河内国分駅と一部が大和八木駅で急行と接続を行う。
夕ラッシュ時間帯の上りダイヤは急行が1時間に3 - 4本、準急または区間準急が1時間に3 - 4本で高安駅からは8両で走り、普通が1時間に5本となっている。各種別との接続は河内国分駅で高安駅で準急と普通電車が連絡し、河内国分駅で急行が準急以下との接続を行う。急行は大和八木駅で特急と接続するほか、大和朝倉駅、五位堂駅で特急との待避待ちを行う。夜間時間帯、20時、21時台は1時間に急行が3本、区間準急が3本、普通が5本となっている。区間準急は高安駅で普通と接続を行う。急行は区間準急・普通と河内国分駅で接続し、一部が大和八木駅、五位堂駅でも接続を行う。22時以降は急行は1 - 2本、普通電車のみの運転となる。

### 大晦日終夜運転
大晦日の深夜から元日の早朝にかけての終夜運転は、近年では大阪難波駅 - 伊勢方面への阪伊乙特急が概ね30分 - 60分間隔、大阪上本町駅 - 宇治山田駅間の急行が概ね60分間隔でそれぞれ運転されており、時間帯によっては桜井駅に臨時停車する特急や、宇治山田駅に到着した急行が同駅から普通に種別変更して鳥羽駅まで継続運転される列車、鳥羽駅始発大阪上本町行き急行または快速急行として運転される列車もある。普通（一部時間帯で準急・区間準急）は大阪上本町駅 - 榛原駅（一部名張駅）間で概ね30分 - 60分間隔で運転されている。また、山田線明星駅始発の名張行き普通列車が宇治山田駅始発か鳥羽線鳥羽駅始発に変更される。なお、三重県内の名張駅 - 伊勢中川駅間での設定はなく、名張駅 - 榊原温泉口駅では急行が普通列車の役割を担い、大三駅・伊勢石橋駅・川合高岡駅では2009年まで元日の初発繰上げが行われていたものの、実質的に「終夜運転が実施されていない」のと同等である。2021年度以降は急行の運転がなくなり、桔梗が丘駅・美旗駅・青山町駅・伊賀上津駅・西青山駅・東青山駅でも終夜運転の時間帯に停車する列車がなくなった。

## 乗務員
- 出庫時、起立して運転することとなっている。
- 多層建て列車（近鉄では親子列車と呼ぶ）に対応するため、ブレーキハンドルとリバースハンドルを入れた「ハンドル袋」を携行する。なお大阪線では、乗務担当列車が多層建て列車でなくても必ずハンドル袋を携行する。

## 車両

### 現用車両
2020年4月時点で、大阪線所属の一般車両は記述の無いものに関しては全て高安検車区に所属している。L/Cカーを除いて編成中にトイレは無い。
- 1220系
- 1253系・1254系
- 1400系
- 1420系：試作VVVFインバータ制御車
- 1422系
- 1430系・1435系・1436系・1437系
- 1620系
- 1810系：サ1970形の2両が2430系の編成中に組み込まれている。
- 2410系・2430系
- 2610系：トイレ付き・明星検車区所属。
- 2800系：大阪線用は4両編成のみ配置。
- 5200系：3扉転換クロスシート車・トイレ付き、大阪線用は5201F - 5206F、明星検車区所属。
- 5800系：L/Cカー、大阪線用はトイレ付きの5810番台。
- 5820系（シリーズ21）：L/Cカー、大阪線用はトイレ付きの5850番台。
- 8810系：元奈良・京都線所属車両、大阪線用は8811F。
- 9200系：元奈良・京都線所属車両、大阪線用は9201F - 9205F。
- 9020系（シリーズ21）：大阪線用は9050番台

現在でも2430系の3両編成車は配置されているが、大阪線では3両編成車の単独運用が無くなったことから、2編成併結の6両編成による運用分を除いて余剰となった2430系・2800系3両編成の一部が名古屋線に転出している。
また、高安駅・五位堂駅 - 榛原駅・名張駅間は車両の定期検査や車体更新などを完了した後、特急車両や大阪線所属車両のみならず名古屋線所属車両や、奈良・京都線所属車両の試運転列車が不定期で運転されることがある。

### 団体用車両
標準軌線区の各線で運用されている。「名古屋線」の項も参照。
- 20000系「楽」：2018年4月現在、高安検車区の配置
- 15200系「あおぞらII（2代目）」：2005年に特急車12200系の一部から改造。2018年4月現在、15205F（4両）・15203F（2両）が大阪線の所属（東花園検車区の配置）となっている。
- 15400系「かぎろひ」：近鉄グループの旅行会社「クラブツーリズム」の専用列車として2011年に特急車12200系から改造。2両編成2本が在籍し、同年12月23日より運用開始[22]。2018年4月現在、富吉検車区の配置

### 事業用車両
- モト90形電車 （97・98）：軌間が異なる南大阪線系統の車両を要部検査・全般検査で五位堂検修車庫へ回送する際の牽引車として使用。高安車庫に配属されている。
- モト75形電車 （77・78）：集電方式が異なるけいはんな線の車両（7000系・7020系）を要部検査・全般検査で五位堂検修車庫へ回送する際の牽引車として使用。奈良・京都線の所属で、西大寺車庫に配属されている。

### 導入予定車両
2026年1月に、新型一般車両として当線向けに1A系を新製導入する予定である。当線向けの車両の塗装は他の近鉄の一般車両とは異なり青色となる予定。

### 過去の車両
- 1000系：ク1101形・サ1151形の2両。2430系と4両編成を組成して使用されていた
- 1200系：2両編成車
- 1400系：トイレ付きの1407F、現在は名古屋線所属
- モ1450形
- 1460系・1470系
- 1480系・2470系
- 1481系：鮮魚列車専用編成、2001年11月まで使用
- 1810系：2両編成車。東青山駅以東で運用
- 2000系：現在は名古屋線所属
- 2050系：現在は名古屋線所属
- 2200系
- 2250系
- 2400系
- 2600系：4扉固定クロスシート車両
- 2680系：鮮魚列車専用編成・トイレ付き、2020年3月運行終了[24]
- 2800系：3両編成、現在は名古屋線所属
- 5209系・5211系：3扉転換クロスシート車両
- 9000系：元奈良線・京都線所属車両
- 20100系「あおぞら」：団体用車両
- 18200系「あおぞらII（初代）」：団体用車両（元特急車）。18201F（4連）・18203F（2連）が大阪線の所属（高安車庫の配属）となっていた。
- 電動貨車モワ10形（モワ11・12）：2250系から改造。集電方式が異なる東大阪線（現・けいはんな線）の車両（7000系）を要部検査・全般検査で五位堂検修車庫へ回送する際の牽引車として使用していたが、1998年に廃車（以降は上記のモト75形77・78が担当している）。西大寺車庫の配属となっていたが書類上は大阪線の所属であった。

なお、現在編成全車が名古屋線の所属となっている2000系・2050系は当初は大阪線の所属となっていた。これら2形式は1480系・2470系、2400系・2410系・2430系の冷房改造工事・車体更新工事などに伴う車両不足を補うために新製冷房車として大阪線に投入されたもので、工事の進捗に伴って順次名古屋線へ転属していった。

### 運用
大阪線の一般車両については特に4両・6両編成においてはトイレの有無で車両運用と運用区間が細分化されており、4両編成・トイレ無し、4両編成・トイレ付き（ロングシート）、4両編成・5200系、6両編成・トイレ無し、6両編成・L/Cカーといった区分がなされている。2020年の3月のダイヤ変更までダイヤ編成などの関係から、大阪線所属の車両が名古屋線の一部列車にも使用され、4両編成では2610系が、2両編成ではシリーズ21の9020系9051F以外の大阪線所属車両が入線していた。2020年現在は、名古屋線所属車両の検査不足時に2610系が代走で入線するのみとなっている。
全列車が2両編成である名張駅 - 伊勢中川駅間の普通列車で運用される編成は基本的に限定されており、2410系2422F - 2426F、2430系2432F、1420系、1422系・1430系、1253系で運用されている。

## 歴史
上本町駅 - 布施駅 - 桜井駅間は大阪電気軌道（大軌）の手で、桜井駅 - 伊勢中川駅間は参宮急行電鉄（参急）の手で建設され1930年に全通した。1975年に全線複線化されたが、この時開通した西青山駅 - 東青山駅間の新青山トンネル (5,652m) は日本の大手私鉄では最長である。
大軌が初めに建設した区間のうち布施駅 - 八木駅間には、奈良線・畝傍線（今の橿原線）によって形成された大阪から橿原神宮へ向かう路線をショートカットすることや、この地域におけるテリトリーを確保する目的があったとされる。そのため、開業時の終点となった八木駅は現在の大和八木駅がある位置ではなく、先行して開業していた畝傍線の八木駅、すなわち現在の八木西口駅に合流する形となっていて、上本町から橿原方面への直通を意識した線形とされていた。
しかし、並行して大阪鉄道線（現在の近鉄南大阪線）が1929年までに開通したため、両社が関西急行鉄道に統合される1943年までは、橿原と吉野への参拝客・行楽客輸送を巡って競争関係にもなった。
一方で参急が建設した桜井駅 - 参急中川駅（現在の伊勢中川駅）と、大軌が建設した八木駅 - 桜井駅間は、大阪から現在の山田線と合わせて伊勢神宮への快速参拝ルートを造り上げようという目的から建設が行われることになった。この免許収得に関しては、1922年に近鉄田原本線の前身である大和鉄道（この時の営業区間は王寺駅 - 田原本駅〈現在の西田原本駅にあたる〉間で、田原本駅 - 桜井駅間が建設中であった）が既に桜井駅 - 名張駅間で新線敷設の免許を取得していたため、大軌が同社を子会社化し、その免許線の延長申請を出させるという手法がとられた。
1927年に予定通り大和鉄道は桜井駅より名張駅を経て宇治山田駅までの免許を得て、それを新設会社の参急に譲渡した。同時に大軌自身の手で、八木駅 - 桜井駅間接続線の免許も収得した。
1929年、大軌は参急の開通に先駆けて、八木駅から桜井駅にいたる区間を開業させ、このとき八木駅も現在の大和八木駅の位置に移転し、旧駅は八木西口駅という畝傍線の中間駅（運賃計算上は八木駅と同一）になった。とはいえ、上本町駅から橿原方面への直通列車の運転を考慮し、八木西口駅へ向かう旧線も八木線と畝傍線を結ぶ連絡線として存続した。
参急が建設を担当した区間に際しては、最短時間で大阪と伊勢を結ぶため、山岳地帯をトンネルで抜ける線形を採用した。それでも33.3‰（1/30）の急勾配区間が随所に発生し、同線に使用される電車はその最初の2200系以降、勾配対策が重視された。
桜井駅 - 長谷寺駅間では長谷鉄道の路線がすでに並行して存在していたが、大軌では同社を参急線開業前の1928年に合併し、参急線開業後の1938年まで長谷線として営業を続けた。また、名張駅 - 伊賀神戸駅間で並行路線を有していた伊賀電気鉄道も1929年に大軌が合併（直後に参急へ賃貸、1931年に譲渡）して伊賀線とし、並行区間（西名張駅 - 伊賀神戸駅）は1964年に廃止した。
なお、国が建設すべき路線を定めた改正鉄道敷設法の81.には、「奈良県桜井ヨリ榛原、三重県名張ヲ経テ松阪ニ至ル鉄道及名張ヨリ分岐シテ伊賀上野附近ニ至ル鉄道並榛原ヨリ分岐シ松山ヲ経テ吉野ニ至ル鉄道」が示され、1929年 - 1935年に順次名松線として松阪 - 伊勢奥津間が部分開業していたが、近鉄大阪線・山田線、それに伊賀鉄道伊賀線の敷設によってその意義を失い、以後国鉄線がこの地域に開業することはなかった。
1938年に関西急行電鉄（後に参宮急行電鉄へ合併）によって現在の近鉄名古屋線が完成し、同線と合わせて名阪都市間輸送の一役も担うようになった。
大軌と参急の合併によって関西急行鉄道が発足した時に線名の整理が行われ、大軌奈良線の布施駅以西および大軌桜井線と参急本線の伊勢中川駅以西をまとめて大阪線とし、参急本線の伊勢中川駅以東の区間は山田線となった。

### 年表

#### 大阪電気軌道・関西急行鉄道時代
- 1914年（大正3年）4月30日：大阪電気軌道により上本町駅（現在の大阪上本町駅） - 深江駅（現在の布施駅）間が開業。600V電化。
- 1922年（大正11年）3月：深江駅を足代駅に改称。
- 1924年（大正13年）10月31日：国分線として足代駅 - 八尾駅（現在の近鉄八尾駅）間が開業[26]。
- 1925年（大正14年）
  - 3月21日：八木線として高田駅（現在の大和高田駅） - 八木駅（現在の八木西口駅）間が開業[26]。
  - 9月30日：国分線の八尾駅 - 恩智駅間が開業。久宝寺口駅開業。足代駅を布施駅に改称。
  - 12月10日：弥刀駅開業。
- 1926年（昭和元年）12月30日：俊徳道駅開業。
- 1927年（昭和2年）7月1日：八木線の恩智駅 - 高田駅間が開業。高安駅 - 恩智駅間・高田駅 - 八木駅間が複線化。国分線が八木線に編入され布施駅 - 八木駅間が全通。
- 1928年（昭和3年）8月：八尾駅を大軌八尾駅に[27]、八木駅を大軌八木駅に改称[26]。
- 1929年（昭和4年）
  - 1月5日：桜井線として大軌八木駅（現在の大和八木駅） - 桜井駅間が1500V電化で開業。布施駅 - 大軌八木駅間の架線電圧も600Vから1500Vに昇圧し、布施駅構内にデッドセクションを設置。畝傍線（現在の橿原線）との交差地点に大軌八木駅開業、これまでの大軌八木駅を八木西口駅に改称。
  - 10月27日：参宮急行電鉄により桜井駅 - 長谷寺駅間が開業。
- 1930年（昭和5年）
  - 2月1日：八木線が桜井線に編入[26]。
  - 2月21日：参宮急行電鉄 長谷寺駅 - 榛原駅間が開業。
  - 10月10日：参宮急行電鉄 榛原駅 - 伊賀神戸駅間が開業。
  - 11月19日：参宮急行電鉄 伊賀神戸駅 - 阿保駅（現在の青山町駅）間、佐田駅（現在の榊原温泉口駅） - 参急中川駅（現在の伊勢中川駅）間が開業。
  - 12月20日：参宮急行電鉄 阿保駅 - 佐田駅間が開業し、現在の大阪線全通。
- 1932年（昭和7年）12月：山本駅を大軌山本駅に改称[27]。
- 1941年（昭和16年）3月15日：大阪電気軌道が参宮急行電鉄を合併、関西急行鉄道となる。奈良線の上本町駅 - 布施駅間と桜井線、参急本線の桜井駅 - 参急中川駅間を統合して上本町駅 - 伊勢中川駅間を大阪線とする[25]。
  - 大軌八尾駅を関急八尾駅に、大軌山本駅を河内山本駅に、国分駅を河内国分駅に、大軌高田駅を大和高田駅に、大軌八木駅を大和八木駅に、参急上津駅を伊賀上津駅に、参急石橋駅を伊勢石橋駅に、参急中川駅を伊勢中川駅に改称。
- 1942年（昭和17年）10月1日：布施駅 - 八木西口駅間を軌道法に基づく軌道から地方鉄道法に基づく鉄道に変更。

#### 近畿日本鉄道の発足後
- 1944年（昭和19年）
  - 6月1日：関西急行鉄道と南海鉄道との合併により社名を近畿日本鉄道に変更。関急八尾駅を近畿日本八尾駅に、下田駅を近畿日本下田駅に改称。
  - 11月3日：大和朝倉駅開業。
- 1945年（昭和20年）6月1日：俊徳道駅・築山駅・真菅駅休止。
- 1946年（昭和21年）3月1日：俊徳道駅・築山駅・真菅駅再開。
- 1956年（昭和31年）12月8日：上本町駅 - 布施駅間複々線化、奈良線と分離。新設の大阪線用2線は1500V電化。当初は線路別運転。布施駅構内のデッドセクション廃止。
- 1959年（昭和34年）12月23日：美旗駅 - 伊賀神戸駅間複線化[28]。
- 1960年（昭和35年）12月27日：阿保駅 - 伊賀上津駅間複線化[28]。
- 1961年（昭和36年）
  - 3月23日：名張駅 - 美旗駅間複線化[28]。
  - 3月29日：中川短絡線が開通。大阪線・名古屋線直通列車の伊勢中川駅でのスイッチバック運転解消。
  - 8月21日：伊賀神戸駅 - 阿保駅間複線化[28]。
- 1964年（昭和39年）10月1日：桔梗が丘駅開業。
- 1965年（昭和40年）3月18日：佐田駅を榊原温泉口駅に改称。
- 1967年（昭和42年）
  - 9月1日：川合高岡駅 - 宮古分岐（中川短絡線分岐点）間複線化[28]。
  - 10月19日：三軒家信号場 - 西青山駅間複線化[28]。
  - 11月1日：大三駅 - 亀谷信号場間、高野信号場 - 川合高岡駅間複線化[28]。
- 1968年（昭和43年）3月1日：自動列車停止装置 (ATS) 使用開始[29]。
- 1969年（昭和44年）9月21日：奈良線の架線電圧昇圧に伴い上本町駅 - 布施駅間奈良線用2線も1500Vに昇圧。
- 1970年（昭和45年）
  - 3月1日：近畿日本八尾駅を近鉄八尾駅、近畿日本下田駅を近鉄下田駅に、阿保駅を青山町駅に改称。
  - 3月21日：特急列車が3月15日に開業した難波線の近鉄難波駅（現在の大阪難波駅）へ乗り入れ開始。
- 1971年（昭和46年）
  - 10月25日：榊原温泉口駅 - 東青山駅間で特急同士の正面衝突事故が発生。死者25名、重軽傷者224名の大事故となる。
  - 近鉄初の新製時冷房搭載一般車2680系の営業運転開始。
- 1972年（昭和47年）8月3日：伊賀上津駅 - 伊勢中川駅間複線化工事起工式[30]。
- 1973年（昭和48年）
  - 12月10日：伊賀上津駅 - 三軒家信号場間複線化[31]。
  - 12月18日：垣内信号場 - 大三駅間複線化[31]。
  - 12月22日：宮古分岐 - 伊勢中川駅間複線化[31]。
- 1974年（昭和49年）
  - 5月19日：亀谷信号場 - 伊勢石橋駅間複線化[32]。
  - 8月9日：伊勢石橋駅 - 高野信号場間複線化[32]。
- 1975年（昭和50年）
  - 9月13日：上本町駅 - 布施駅間を方向別運転化[33]。
  - 11月23日：新青山トンネル開通。西青山駅 - 垣内信号場間が複線の新線に切替えられ、全線複線化完成[32]。
新線切り替えに伴い実キロ数が約1.3km短縮されたが、営業キロ数は従前の旧線ルートを通った場合のキロ数で計算されており、東青山駅 - 榊原温泉口間で誤差を調整することとなった（実キロ数約2.5 km、営業キロ数3.9 km）

#### 全線複線化完成後
- 1976年（昭和51年）8月8日：布施駅 - 長瀬駅間（約2.4 km）連続立体交差事業により高架化[32]。
- 1978年（昭和53年）12月17日：近鉄八尾駅付近（久宝寺口駅 - 河内山本駅間約2.2 km）を連続立体交差事業により高架化[32]。
- 1981年（昭和56年）：界磁チョッパ制御車両1400系の営業運転開始。
- 1982年（昭和57年）10月5日：五位堂検修車庫完成。玉川（奈良線）・高安（大阪線）・古市（南大阪線）の各工場の工場機能を集約。
- 1984年（昭和59年）：近鉄初のVVVF車両1420系（当初は1250系）の営業運転開始。
- 1986年（昭和61年）3月18日：上本町駅 - 名張駅間で一部の快速急行と区間快速急行が10両編成運転を開始。
- 1987年（昭和62年）
  - 9月21日：区間快速急行および急行の停車駅に五位堂駅を追加。
  - 大阪線初の車体幅2,800 mm アルミニウム合金車体のVVVF車両1422系（当初は2代目1250系）・1220系の営業運転開始[注釈 18]。
- 1988年（昭和63年）
  - 3月18日：21000系（アーバンライナー）の営業運転開始（当初は名阪甲特急に限定運用）。特急の120km/h運転開始。
  - 3扉転換クロスシート車両5200系の営業運転開始。
- 1990年（平成2年）3月15日：名阪甲特急の一部列車停車駅に大和八木駅を追加。
- 1991年（平成3年）
  - 3月19日：青山町駅配線変更工事完成により、10両運転区間を上本町駅 - 青山町駅間に延長。
  - 12月6日：大阪教育大前駅開業。
- 1992年（平成4年）
  - 3月19日：22000系 (ACE) の営業運転開始（当初は名阪乙特急に限定運用）
  - 10月16日：新玉手山トンネル上り線使用開始。
  - 10月28日：新玉手山トンネル下り線使用開始。0.1km短縮。
- 1994年（平成6年）3月15日：23000系（伊勢志摩ライナー）の営業運転開始（当初は阪伊甲特急（・名伊甲特急）に限定運用）。特急の130km/h運転開始。夜間の一部を除く阪伊特急を上本町駅発着に。
- 1995年（平成7年）3月16日：近鉄八尾駅・河内山本駅・高安駅でホームの10両対応工事が完成、上本町駅 - 高安駅間で準急の10両運転開始。
- 1996年（平成8年）
  - 2月5日：2610系2621Fを改造したL/Cカー試作編成の試験運用開始[34]。
  - 3月15日：大和朝倉駅で待避線の使用開始、これにより河内国分駅 - 榛原駅間における昼間の下り準急の運転間隔が11 - 30分間隔から20分間隔に均等化。阪伊特急の運行体制見直し（一部列車の臨時列車格下げなど）開始。
- 1997年（平成9年）
  - 3月18日：昼間の急行（快速急行・区間快速急行を含む）が上本町駅 - 青山町駅間で1時間あたり2本から3本に増発（伊勢直通1本と青山町折り返し2本）
  - 7月25日：新造L/Cカー（5800系）の営業運転開始。
- 1998年（平成10年）
  - 3月17日：近鉄難波駅 - 湯の山温泉駅間直通の特急（近鉄難波駅 - 白子駅間は名阪乙特急に併結）を廃止（近鉄四日市駅 - 湯の山温泉駅間の単独運行に）。青山町車庫が完成し、使用開始。
  - 4月1日：上本町駅 - 青山町駅間でご乗降確認システム（フェアシステムK）および列車運行管理システム (KOSMOS) 稼働開始。
- 2001年（平成13年）
  - 2月1日：上本町駅 - 青山町駅間でスルッとKANSAI対応カードの取り扱い開始。これに伴い、上本町駅・布施駅・大和八木駅・伊勢中川駅における「途中下車指定駅」の制度が廃止。
  - 3月22日：快速急行の停車駅に五位堂駅を追加。
  - 10月14日：上本町駅 - 青山町駅間でJスルーカードの取り扱い開始。
- 2002年（平成14年）：シリーズ21（5820系）の営業運転開始。
- 2003年（平成15年）3月6日：阪伊特急の一部を近鉄難波駅発着に変更。京伊特急の一部が大和八木駅 - 賢島駅間で阪伊乙特急と併結運転。阪伊乙特急（一部列車）の停車駅に大和高田駅・榛原駅[注釈 19] を、京伊特急の停車駅に名張駅・伊勢中川駅（以上全列車）・榛原駅・伊賀神戸駅（以上は阪伊乙特急との併結列車のみ）を、快速急行の停車駅に美旗駅を、急行の停車駅に河内国分駅をそれぞれ追加。
- 2007年（平成19年）4月1日：大阪線の各駅でPiTaPa・ICOCAの取り扱い開始。
- 2008年（平成20年）6月14日：上本町駅 - 布施駅間と五位堂駅 - 榛原駅間で車上速度パターン照査式ATS (ATS-SP) の使用開始。
- 2009年（平成21年）
  - 2月27日：東青山駅構内で脱線事故が発生。この影響で青山町駅 - 伊勢中川駅間が終日不通、バス代行輸送実施[35][36]。 。
  - 3月1日：Jスルーカードの自動改札機・のりこし精算機での取り扱いを終了[37]。
  - 3月20日：上本町駅を大阪上本町駅に改称。平日23時台に大阪難波（同日付で近鉄難波から改称）発大和八木駅行き特急1本を増発[38]。
  - 6月4日：河内国分発大阪上本町行の朝の上り列車内で、トイレ内で不審火が発生し、乗客が多数避難する事態に。同線では、同年5月末から電車のトイレや駅ホームで不審火が相次ぐ[39][40]。
- 2010年（平成22年）
  - 4月1日：東青山駅 - 伊勢中川駅間で名古屋列車運行管理システム「KRONOS」（クロノス）の運用開始[41]。
  - 10月10日：天皇・皇后の奈良視察に伴うお召し列車を、近鉄奈良駅から室生口大野駅間および大和朝倉駅から大阪上本町駅間にそれぞれ運転（同月7日には京都駅から近鉄奈良駅間にも運転）。21020系（アーバンライナーnext）の第1編成を充当[42][43]。
- 2012年（平成24年）3月20日：区間快速急行が快速急行に統合され廃止、快速急行の停車駅に室生口大野駅・赤目口駅を追加し、伊賀上津駅・西青山駅・東青山駅が通過となる。準急が通過する恩智駅・法善寺駅・堅下駅・安堂駅を停車駅に加えた区間準急を日中に新規設定[7]。
- 2013年（平成25年）3月21日：阪伊特急で観光特急50000系（しまかぜ）が営業運転を開始[44]。
- 2018年（平成30年）3月17日：京伊特急を増発および平日朝の1列車の停車駅に榛原駅、急行の停車駅に大和朝倉駅・長谷寺駅をそれぞれ追加。同時に準急以下の種別で大和朝倉発着列車を新設[45]。
- 2020年（令和2年）3月14日：名阪特急で80000系（ひのとり）が営業運転を開始[46]。
- 2024年（令和6年）3月16日：大阪上本町駅の3番線が2階バスターミナルへの導線確保のため廃止。

## 駅一覧
凡例
●：停車、｜・↓：通過（↓：下りのみ運転）。
普通は各駅に停車（表中省略）。快速急行は青山町以東は下りのみ運転。
近鉄奈良線直通列車は当該路線記事を、特急列車は「近鉄特急」を参照のこと。
#印の駅は列車待避可能駅
| 駅番号 | 駅名                                 | 駅間 キロ | 営業 キロ | 区間準急 | 準急 | 急行 | 快速急行 | 接続路線 | 所在地 | 所在地     | 所在地     |
| ------ | ------------------------------------ | --------- | --------- | -------- | ---- | ---- | -------- | --- | ------ | ---------- | ---------- |
| D03    | 大阪上本町駅                         | -         | 0.0       | ●        | ●    | ●    | ●        | 近畿日本鉄道：A 難波線 (A03)（一部直通運転：「近鉄特急」を参照） 大阪市高速電気軌道： 谷町線 (T25)・ 千日前線 (S18)…谷町九丁目駅                                                                       | 大阪府 | 大阪市     | 天王寺区   |
| D04    | 鶴橋駅                               | 1.1       | 1.1       | ●        | ●    | ●    | ●        | 西日本旅客鉄道： 大阪環状線 (JR-O04) 大阪市高速電気軌道： 千日前線 (S19) | 大阪府 | 大阪市     | 生野区     |
| D05    | 今里駅                               | 1.7       | 2.8       | ｜       | ｜   | ｜   | ｜       | | 大阪府 | 大阪市     | 生野区     |
| D06    | 布施駅#                              | 1.3       | 4.1       | ●        | ●    | ●    | ｜       | 近畿日本鉄道：A 奈良線 (A06) | 大阪府 | 東大阪市   | 東大阪市   |
| D07    | 俊徳道駅                             | 1.0       | 5.1       | ｜       | ｜   | ｜   | ｜       | 西日本旅客鉄道： おおさか東線…JR俊徳道駅 (JR-F11) | 大阪府 | 東大阪市   | 東大阪市   |
| D08    | 長瀬駅 （近畿大学前）                | 1.1       | 6.2       | ｜       | ｜   | ｜   | ｜       | | 大阪府 | 東大阪市   | 東大阪市   |
| D09    | 弥刀駅#                              | 1.2       | 7.4       | ｜       | ｜   | ｜   | ｜       | | 大阪府 | 東大阪市   | 東大阪市   |
| D10    | 久宝寺口駅                           | 0.9       | 8.3       | ｜       | ｜   | ｜   | ｜       | | 大阪府 | 八尾市     | 八尾市     |
| D11    | 近鉄八尾駅                           | 1.3       | 9.6       | ●        | ●    | ｜   | ｜       | | 大阪府 | 八尾市     | 八尾市     |
| D12    | 河内山本駅#                          | 1.5       | 11.1      | ●        | ●    | ｜   | ｜       | 近畿日本鉄道：J 信貴線 (J12) | 大阪府 | 八尾市     | 八尾市     |
| D13    | 高安駅#                              | 1.1       | 12.2      | ●        | ●    | ｜   | ｜       | | 大阪府 | 八尾市     | 八尾市     |
| D14    | 恩智駅                               | 1.1       | 13.3      | ●        | ｜   | ｜   | ｜       | | 大阪府 | 八尾市     | 八尾市     |
| D15    | 法善寺駅                             | 1.6       | 14.9      | ●        | ｜   | ｜   | ｜       | | 大阪府 | 柏原市     | 柏原市     |
| D16    | 堅下駅                               | 0.8       | 15.7      | ●        | ｜   | ｜   | ｜       | 近畿日本鉄道：N 道明寺線…柏原駅 (N17) 西日本旅客鉄道： 関西本線（大和路線）(JR-Q27)…柏原駅 | 大阪府 | 柏原市     | 柏原市     |
| D17    | 安堂駅                               | 0.9       | 16.6      | ●        | ｜   | ｜   | ｜       | 近畿日本鉄道：N 道明寺線…柏原南口駅 (N16) | 大阪府 | 柏原市     | 柏原市     |
| D18    | 河内国分駅# （関西福祉科学大学前）   | 1.6       | 18.2      | ●        | ●    | ●    | ｜       | | 大阪府 | 柏原市     | 柏原市     |
| D19    | 大阪教育大前駅                       | 1.6       | 19.8      | ●        | ●    | ｜   | ｜       | | 大阪府 | 柏原市     | 柏原市     |
| D20    | 関屋駅                               | 2.2       | 22.0      | ●        | ●    | ｜   | ｜       | | 奈良県 | 香芝市     | 香芝市     |
| D21    | 二上駅                               | 2.1       | 24.1      | ●        | ●    | ｜   | ｜       | | 奈良県 | 香芝市     | 香芝市     |
| D22    | 近鉄下田駅                           | 1.6       | 25.7      | ●        | ●    | ｜   | ｜       | | 奈良県 | 香芝市     | 香芝市     |
| D23    | 五位堂駅# （真美が丘ニュータウン前） | 1.4       | 27.1      | ●        | ●    | ●    | ●        | | 奈良県 | 香芝市     | 香芝市     |
| D24    | 築山駅                               | 1.7       | 28.8      | ●        | ●    | ｜   | ｜       | | 奈良県 | 大和高田市 | 大和高田市 |
| D25    | 大和高田駅                           | 1.1       | 29.9      | ●        | ●    | ●    | ●        | | 奈良県 | 大和高田市 | 大和高田市 |
| D26    | 松塚駅                               | 1.9       | 31.8      | ●        | ●    | ｜   | ｜       | | 奈良県 | 大和高田市 | 大和高田市 |
| D27    | 真菅駅                               | 1.0       | 32.8      | ●        | ●    | ｜   | ｜       | | 奈良県 | 橿原市     | 橿原市     |
| D39    | 大和八木駅#                          | 2.0       | 34.8      | ●        | ●    | ●    | ●        | 近畿日本鉄道：B 橿原線 (B39) | 奈良県 | 橿原市     | 橿原市     |
| D40    | 耳成駅                               | 2.1       | 36.9      | ●        | ●    | ｜   | ｜       | | 奈良県 | 橿原市     | 橿原市     |
| D41    | 大福駅                               | 1.3       | 38.2      | ●        | ●    | ｜   | ｜       | | 奈良県 | 桜井市     | 桜井市     |
| D42    | 桜井駅                               | 1.6       | 39.8      | ●        | ●    | ●    | ●        | 西日本旅客鉄道： 桜井線（万葉まほろば線） | 奈良県 | 桜井市     | 桜井市     |
| D43    | 大和朝倉駅#                          | 2.1       | 41.9      | ●        | ●    | ●    | ｜       | | 奈良県 | 桜井市     | 桜井市     |
| D44    | 長谷寺駅                             | 3.7       | 45.6      | ●        | ●    | ●    | ｜       | | 奈良県 | 桜井市     | 桜井市     |
| D45    | 榛原駅#                              | 4.5       | 50.1      | ●        | ●    | ●    | ●        | | 奈良県 | 宇陀市     | 宇陀市     |
| D46    | 室生口大野駅                         | 7.1       | 57.2      | ●        | ●    | ●    | ●        | | 奈良県 | 宇陀市     | 宇陀市     |
| D47    | 三本松駅                             | 2.5       | 59.7      | ●        | ●    | ●    | ｜       | | 奈良県 | 宇陀市     | 宇陀市     |
| D48    | 赤目口駅                             | 4.3       | 64.0      | ●        | ●    | ●    | ●        | | 三重県 | 名張市     | 名張市     |
| D49    | 名張駅#                              | 3.2       | 67.2      | ●        | ●    | ●    | ●        | | 三重県 | 名張市     | 名張市     |
| D50    | 桔梗が丘駅                           | 2.8       | 70.0      |          |      | ●    | ●        | | 三重県 | 名張市     | 名張市     |
| D51    | 美旗駅                               | 3.1       | 73.1      |          |      | ●    | ●        | | 三重県 | 名張市     | 名張市     |
| D52    | 伊賀神戸駅                           | 2.4       | 75.5      |          |      | ●    | ●        | 伊賀鉄道：■伊賀線 | 三重県 | 伊賀市     | 伊賀市     |
| D53    | 青山町駅#                            | 2.4       | 77.9      |          |      | ●    | ●        | | 三重県 | 伊賀市     | 伊賀市     |
| D54    | 伊賀上津駅                           | 2.7       | 80.6      |          |      | ●    | ↓        | | 三重県 | 伊賀市     | 伊賀市     |
| D55    | 西青山駅                             | 3.2       | 83.8      |          |      | ●    | ↓        | | 三重県 | 伊賀市     | 伊賀市     |
| D56    | 東青山駅#                            | 7.7       | 91.5      |          |      | ●    | ↓        | | 三重県 | 津市       | 津市       |
| D57    | 榊原温泉口駅                         | 3.9       | 95.4      |          |      | ●    | ●        | | 三重県 | 津市       | 津市       |
| D58    | 大三駅                               | 2.2       | 97.6      |          |      | ｜   | ↓        | | 三重県 | 津市       | 津市       |
| D59    | 伊勢石橋駅                           | 4.0       | 101.6     |          |      | ｜   | ↓        | | 三重県 | 津市       | 津市       |
| D60    | 川合高岡駅                           | 2.8       | 104.4     |          |      | ｜   | ↓        | [ * 4 ] | 三重県 | 津市       | 津市       |
| D61    | 伊勢中川駅#                          | 4.5       | 108.9     |          |      | ●    | ●        | 近畿日本鉄道：E 名古屋線 (E61)（特急のみ同駅ホームを通らず中川短絡線経由で近鉄名古屋駅まで直通運転）・M 山田線 (M61)（普通が明星駅、急行・快速急行がM 鳥羽線鳥羽駅、特急がM 志摩線賢島駅まで直通運転） | 三重県 | 松阪市     | 松阪市     |

1. ↑  連絡運輸は行っていない[47]。
2. 1 2  柏原駅・柏原南口駅とは徒歩連絡。運賃算出時の道明寺線との営業キロ通算制度は普通乗車券にはなく、定期券のみ適用される。
3. ↑  実キロ数は2.5km。
4. ↑  JR東海名松線の一志駅と近接しているが、乗換駅としての案内は行われていない。

## 各駅の乗降客数
2018年（平成30年）11月13日調査による乗降客数は次の通り。
| 駅名         | 乗降客数（人） |
| ------------ | -------------- |
| 大阪上本町   | 77,990         |
| 鶴橋         | 161,451        |
| 今里         | 10,901         |
| 布施         | 39,370         |
| 俊徳道       | 6,699          |
| 長瀬         | 30,889         |
| 弥刀         | 10,299         |
| 久宝寺口     | 5,445          |
| 近鉄八尾     | 37,867         |
| 河内山本     | 20,281         |
| 高安         | 11,202         |
| 恩智         | 5,316          |
| 法善寺       | 3,944          |
| 堅下         | 3,821          |
| 安堂         | 2,387          |
| 河内国分     | 16,458         |
| 大阪教育大前 | 6,484          |
| 関屋         | 4,122          |
| 二上         | 9,326          |
| 近鉄下田     | 5,194          |
| 五位堂       | 26,874         |
| 築山         | 3,089          |
| 大和高田     | 15,019         |
| 松塚         | 1,362          |
| 真菅         | 5,036          |
| 大和八木     | 37,345         |
| 耳成         | 3,865          |
| 大福         | 1,642          |
| 桜井         | 16,229         |
| 大和朝倉     | 2,125          |
| 長谷寺       | 1,226          |
| 榛原         | 8,833          |
| 室生口大野   | 956            |
| 三本松       | 151            |
| 赤目口       | 1,258          |
| 名張         | 11,999         |
| 桔梗が丘     | 5,492          |
| 美旗         | 1,456          |
| 伊賀神戸     | 4,420          |
| 青山町       | 1,808          |
| 伊賀上津     | 111            |
| 西青山       | 12             |
| 東青山       | 37             |
| 榊原温泉口   | 923            |
| 大三         | 443            |
| 伊勢石橋     | 54             |
| 川合高岡     | 987            |
| 伊勢中川     | 7,264          |

## 連続立体交差事業
以下の区間で連続立体交差事業が検討されている。
- 俊徳道駅 - 弥刀駅間で、東大阪市が検討している[49]。
- 近鉄八尾駅 - 恩智駅間で、八尾市が検討している[50]。